# 東福寺

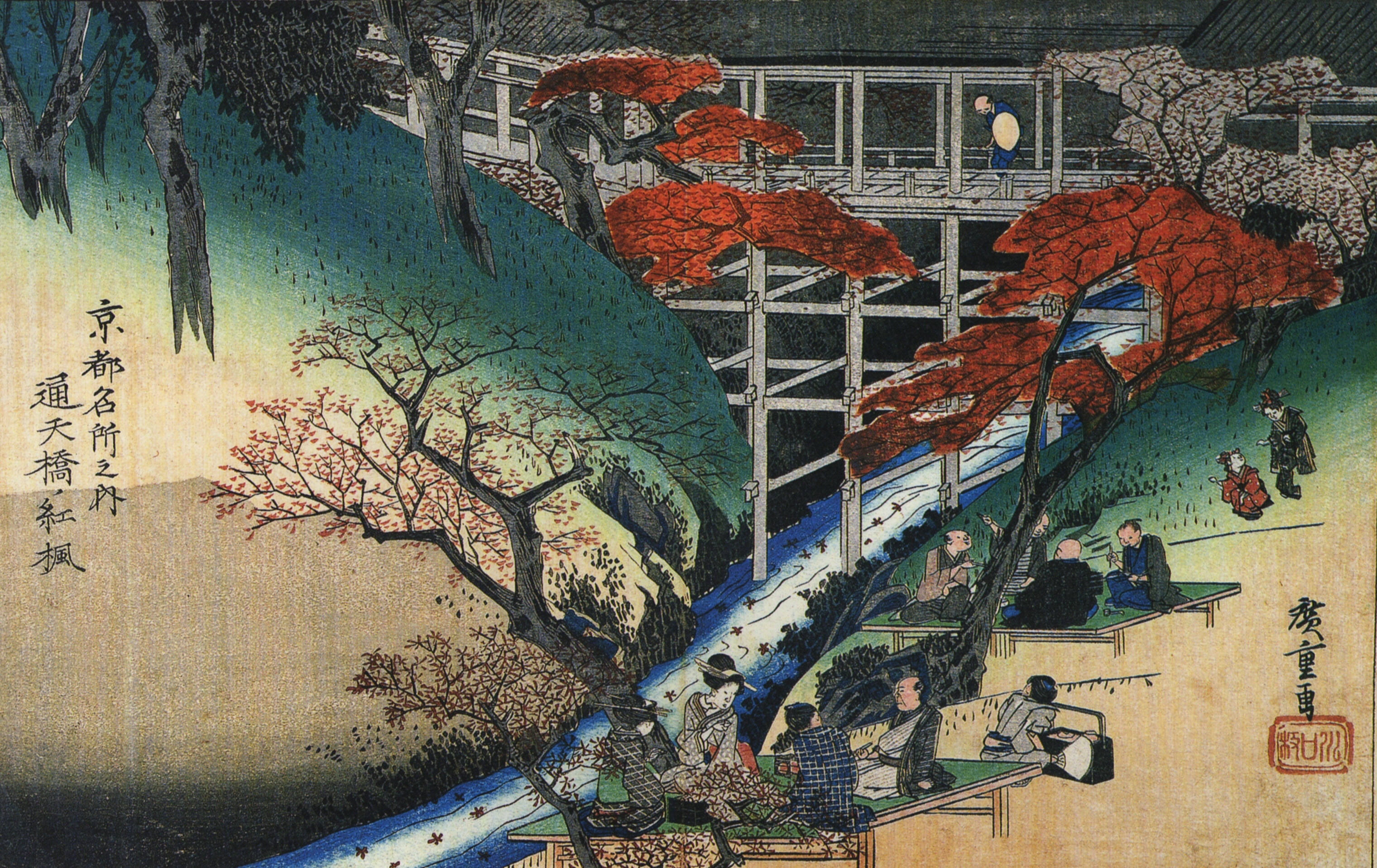
京都名所之内 通天橋紅楓（歌川広重）

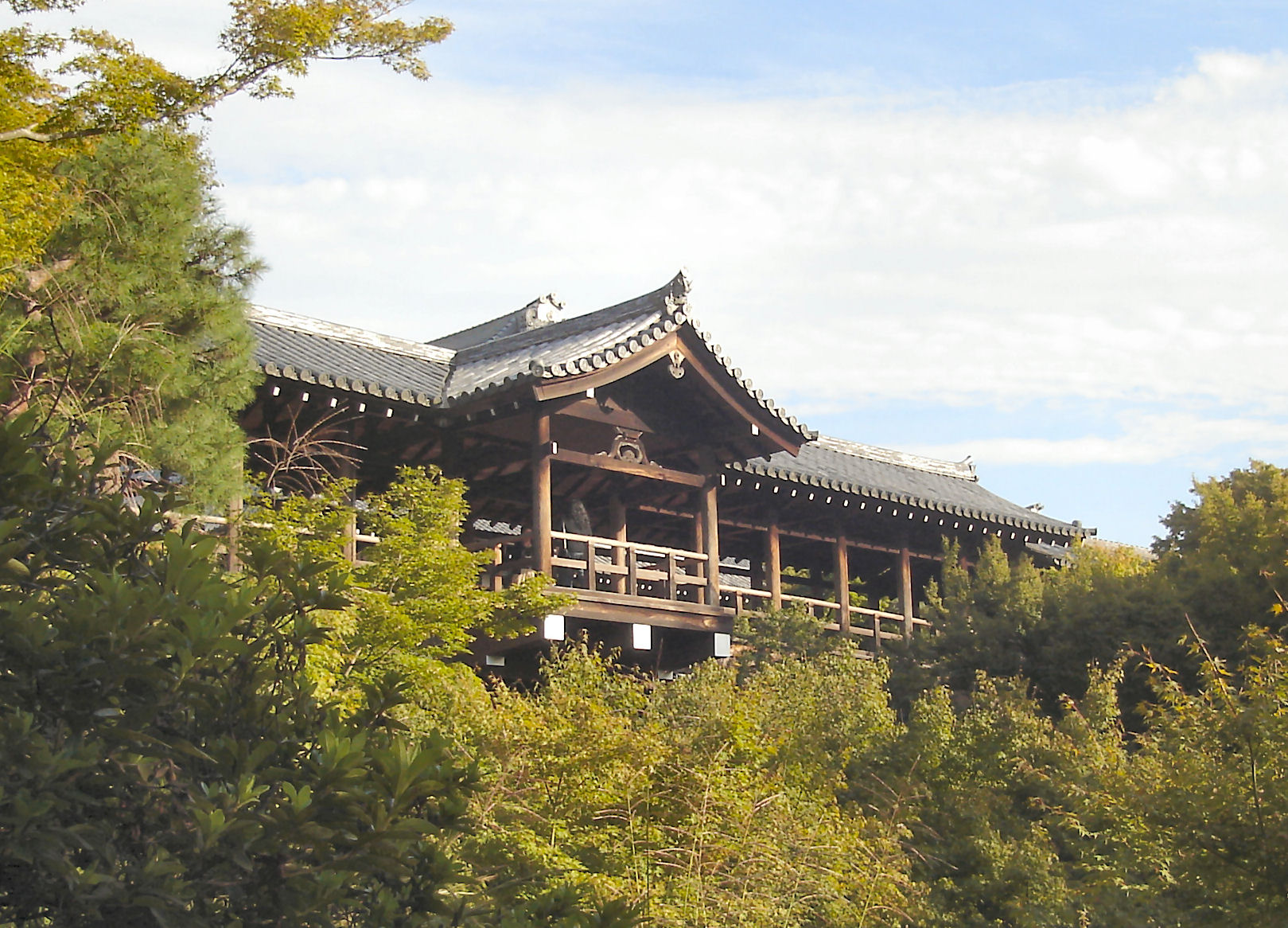
通天橋

東福寺（とうふくじ）は、京都市東山区本町十五丁目にある臨済宗東福寺派の大本山の寺院。山号は慧日山（えにちさん）。本尊は釈迦如来。京都五山の第四位の禅寺として中世、近世を通じて栄えた。近代に入って規模が縮小されたとはいえ、今なお25か寺の塔頭（山内寺院）を有する大寺院である。かつては身の丈五丈の釈迦如来座像を有し、山城国（現在の京都府の一部）では雲居寺大仏・方広寺大仏（京の大仏）に次ぐ高さを有する大仏として、威容を誇っていた。中世においては「南都（東大寺）の半仏雲居（雲居寺）、雲居の半仏東福（東福寺）」「南都の四半仏」と謳われるなど、身の丈十六丈の東大寺大仏・身の丈八丈の雲居寺大仏と並び称されていた（公称高寸法が実寸の高さでないことは後述）。
東福寺は宗派の雲水たちが修行する専門道場である一方で、紅葉の名所として著名な観光スポットであり、秋には数十万もの観光客が訪れる。域内には多くの国宝、重要文化財に指定された名建築を有し「東福寺の伽藍面（がらんづら）」とも呼ばれる。

## 歴史
東福寺は京都市東山区の東南端、伏見区と境を接するあたりにあり、東には泉涌寺がある。この地には延長2年（924年）に藤原忠平によって建てられた藤原氏の氏寺・法性寺の巨大な伽藍があった（法性寺は、JR・京阪東福寺駅近くに小寺院として存続している）。嘉禎2年（1236年）、摂政九条道家は、九条家の菩提寺として、この地に身の丈五丈（約15メートル）の釈迦如来像を安置する大寺院を建立することを発願し、寺名は奈良の東大寺、興福寺の二大寺から1字ずつ取って「東福寺」とした。建長元年（1249年）に完成した身の丈五丈の釈迦如来像を安置する仏殿の建設工事は延応元年（1239年）から始めて、完成したのは建長7年（1255年）であった。
九条道家は開山（初代住職）として、当時宋での修行を終えて帰国していた禅僧・円爾（諡号は聖一国師）を迎えた。円爾は駿河国栃沢（現・静岡市葵区）の人で、嘉禎元年（1235年）、宋に渡って径山（きんざん）興聖万寿禅寺の高僧・無準師範に入門、印可（師匠の法を受け継いだというお墨付き）を得て仁治2年（1241年）、日本へ帰国した。円爾ははじめ九州博多の承天寺に住したが、同寺が天台宗徒の迫害を受けて焼き討ちされたため、九条道家の援助で上洛、寛元元年（1243年）に東福寺の開山に迎えられた。
こうして当寺は天台・真言・禅宗の三宗兼学の寺院として建設が行われたが、工事は30年以上に亘って続き、法堂（顕教寺院の「講堂」にあたる）が完成したのは文永10年（1273年）であった。こうして五重塔をも備えた大伽藍が完成したが、元応元年（1319年）2月、大火災で伽藍は全焼し、身の丈五丈の本尊・釈迦如来像も焼失した。
1976年（昭和51年）韓国の全羅南道新安郡智島邑道徳島沖の海底から、大量の荷を積んだジャンク船（新安沈船）が発見されて引き揚げられた。積荷木簡の中には「東福寺」「十貫公用」などの字が見られることから、この船は焼失した東福寺の造営料を名目として、鎌倉幕府公認で派遣された唐船（寺社造営料唐船）であることが推測されている。
こうして再建が行われたが、建武元年（1334年）1月に方丈が焼失した。しかし、この年に当寺は京都五山に列せられる。延元元年（1336年）8月には兵火にあって仮仏殿が焼失するもこの8月のうちに再建に着手する。身の丈五丈の本尊・釈迦如来像も再び造立し、室町幕府の支援もあって貞和3年（1346年）6月には前関白一条経道により仏殿の上棟式が行われている。この際、東福寺は兼学寺院ではなく禅寺として復興が行われた。
観応2年（1351年）には南朝・後村上天皇の祈願所となっている。
当寺は「新大仏寺」とも呼ばれて栄えた。至徳3年（1386年）、法堂が再建される。享徳3年（1454年）には三重塔が建立された。室町時代には足利義持によって修理が行われている。
文明2年（1470年）、応仁の乱の戦火にあっていくつかの塔頭が焼失する。大永6年（1526年）にも焼失するが、天正年間（1573年 - 1593年）に豊臣秀吉によって寺領1854石が安堵されて再興される。
江戸時代になると徳川家康や徳川家光によって修理がなされている。
明治時代となり神仏分離令が出されると、70か院近くあった塔頭が25か院になった。1881年（明治14年）12月16日午後8時に失火のため出火し、それが大火となり仏殿、身の丈五丈の本尊・釈迦如来像、法堂、方丈、庫裏などの主要な建物が焼失してしまった。なお、東福寺には巨大な「仏手」（現存部分の長さ2メートル）が保管されており、旧本尊像の左手部分のみが明治の火災の際に救い出されたものと推定されている。
日露戦争の際には寺域が接収され、ロシア軍捕虜を入れる捕虜収容所となった。
1917年（大正6年）より仏殿と法堂を兼ねた本堂が建てられ、塔頭の万寿寺から釈迦如来像を移して本尊とし、1934年（昭和9年）に完成している。現在の本堂、方丈、庫裏などは明治以降の再建だが、国宝の三門をはじめ、東司（便所）、浴室、禅堂などは焼け残り、中世の建物が現存している。
東福寺からは歴代多くの名僧を輩出しており、『元亨釈書』の著者である虎関師錬、室町時代に画僧として活躍し、その後の仏画や水墨画に多大な影響を及ぼした吉山明兆などが著名である。
境内には宋から伝わった「通天モミジ」と呼ばれる三葉楓（葉先が3つに分かれている）など楓の木が多い。もとは桜の木が植えられていたが「後世に遊興の場になる」という理由で伐採され、楓の木が植えられたものである。周辺は歴史的風土特別保存地区に指定されている。

### 1881年（明治14年）に焼失した仏殿・旧本尊像・脇侍像について

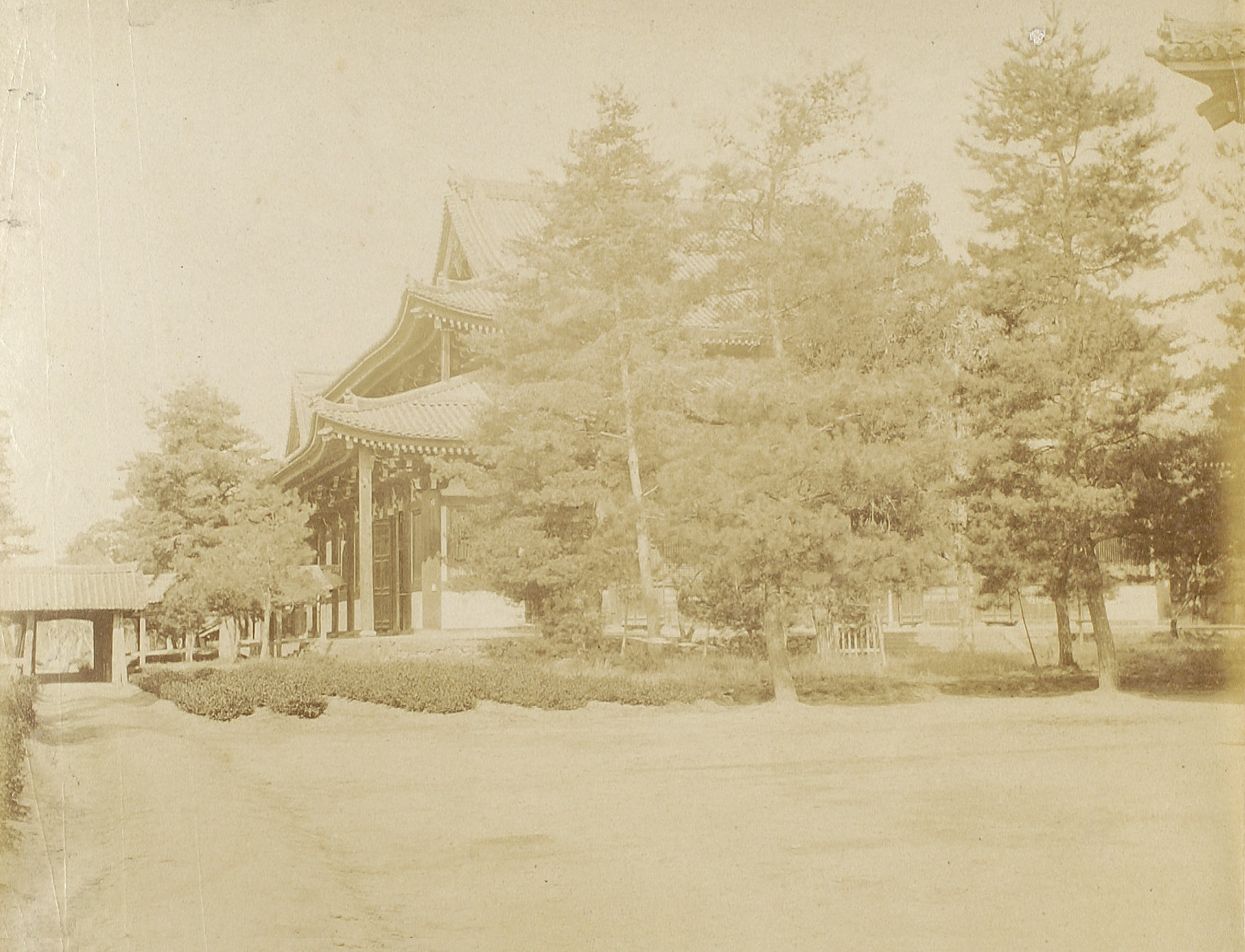
1881年（明治14年）に焼失した仏殿（京都府立京都学・歴彩館 京の記憶アーカイブ）。現存する三門と同じく、屋根先のたわみを防ぐいわゆる「太閤柱」が仏殿にも設けられていたことが分かる。

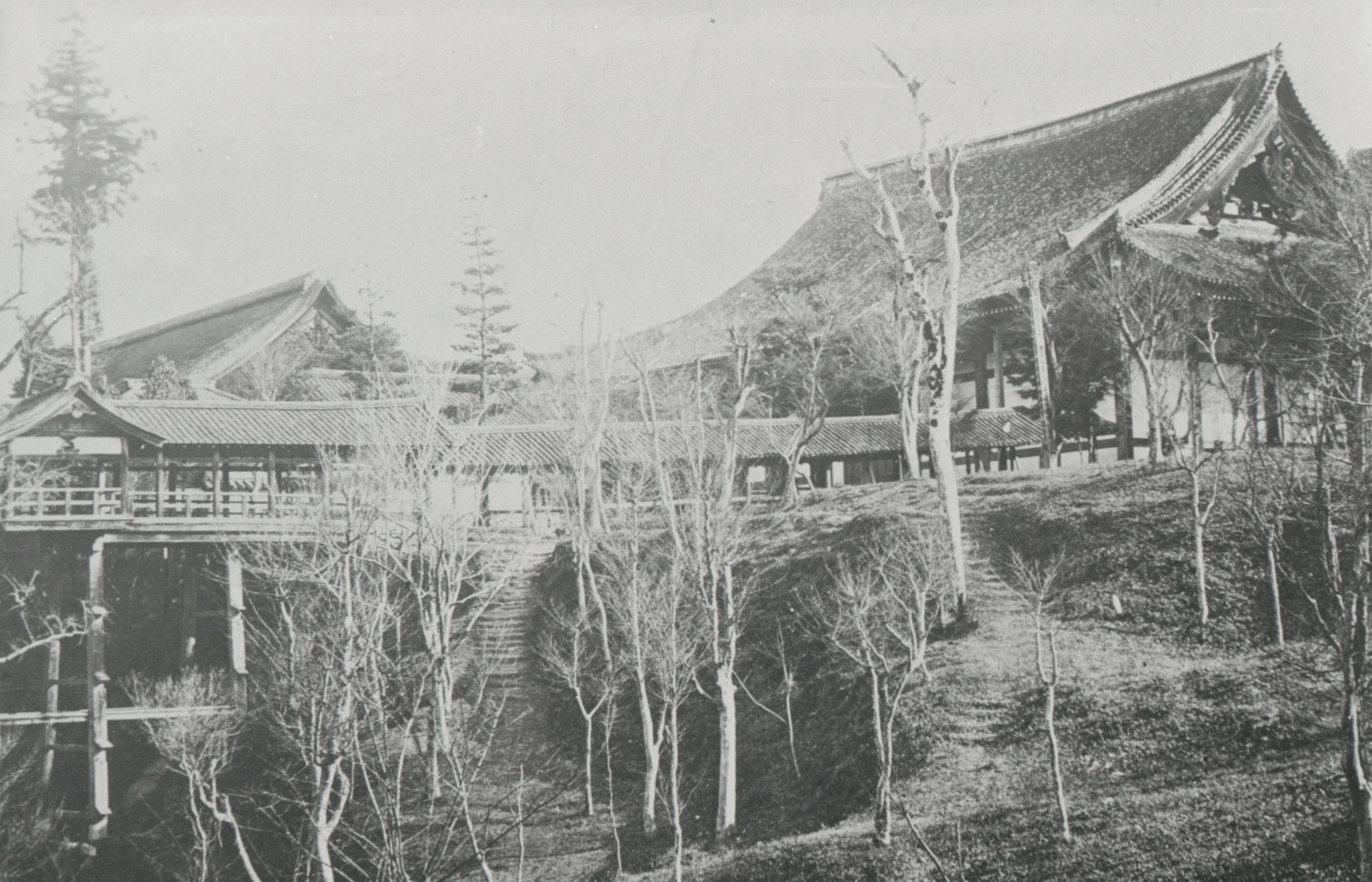
1881年（明治14年）に焼失した法堂と思われる建造物（京都府立京都学・歴彩館 京の記憶アーカイブ）

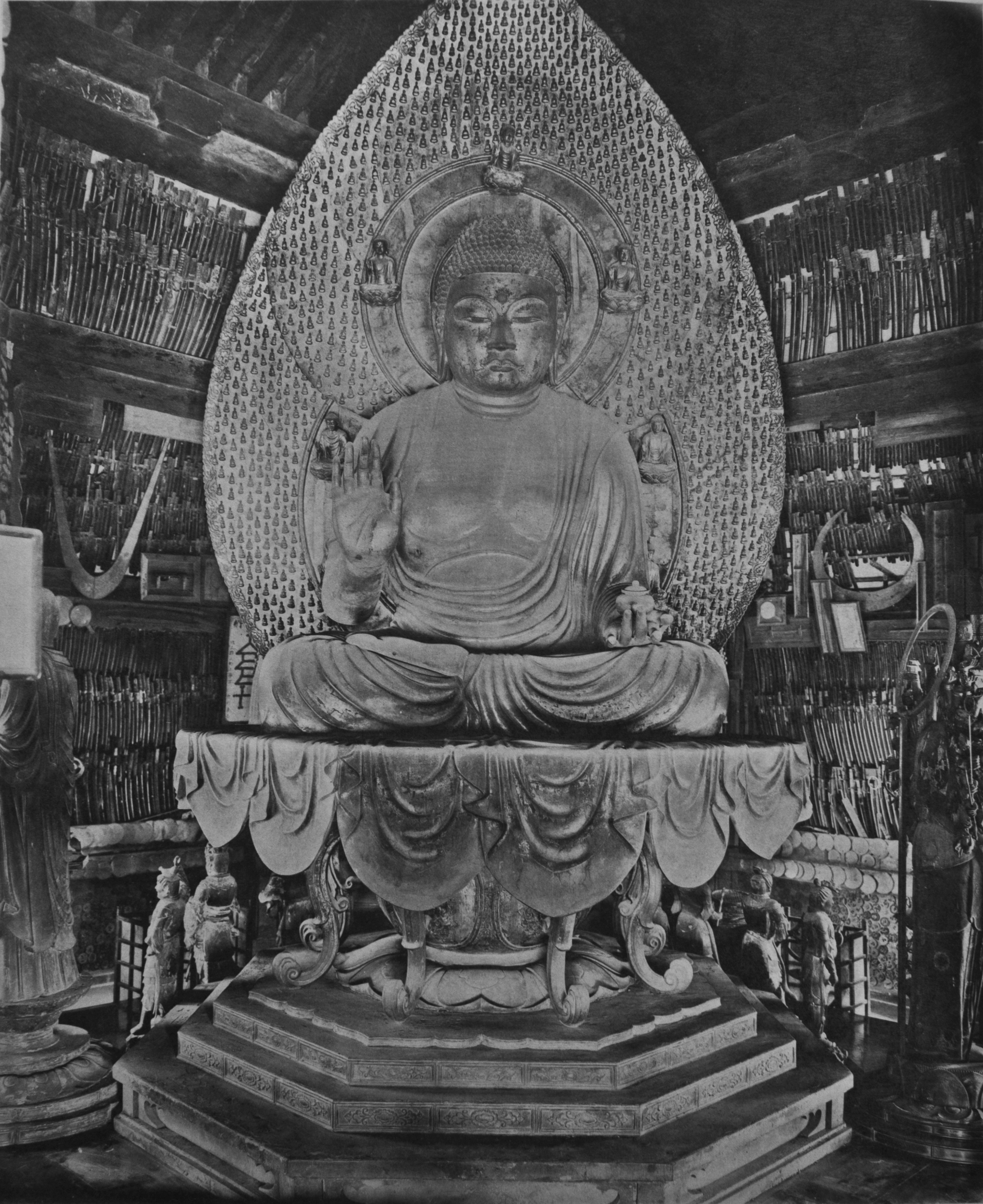
[参考]千仏光背の例（法隆寺西円堂に安置される乾漆薬師如来坐像）。仏像自体の制作年代は8世紀後半ごろと推定されているが、光背は後補で弘安6年（1283年）の作。

先述のように、東福寺には巨大な「仏手」（現存部分の長さ約2メートル）が保管されており、旧本尊像の左手部分のみが1881年（明治14年）12月16日の仏殿の火災の際に救い出されたものと推定されている。これは創建時の本尊ではなく、14世紀に再興された本尊像の遺物である。この仏手からも分かるように、焼失した旧本尊座像は巨像であったとされ、『東福寺縁起』では、旧本尊座像の身の丈は5丈（約15メートル）され、脇侍の菩薩像は2丈5尺（約7.5メートル）とされている。戦国時代に来日したルイス・フロイスは東福寺を訪問し、現存しない東福寺仏殿・旧本尊像・脇侍についてフロイス日本史に以下の記述を残している。
戦国時代に東福寺にはフロイスの他にも宣教師が多々訪れているが、ガスパル・ヴィレラは「寺院の中央に三体の偶像があり、そのうちの一体は大男の偶像で、およそ15ブラサの高さを有する」と記録している（ただし1ブラサが何ｍかは諸説ある）。
旧本尊像の5丈の真偽について、永井規男と引間俊彰の論文『東福寺室町再建仏殿の復原』では、実際は2丈5尺（約7.5メートル）ではないかとしている。両氏の論文は、明治に焼失の旧本尊像を安置していた仏殿についての復原検討であり、江戸時代に描かれた絵図や、焼失前に撮影された仏殿の古写真、発掘調査の成果などをもとに検討がなされているが、その中で建物の復元に必要なため（旧本尊像が建物内部に納まらなければならないため）、旧本尊像の意匠・高さ寸法にも言及している。まず旧本尊像の高さ5丈というのは、旧本尊座像が立ち上がったと仮定した場合の寸法であり、実際の高さ（座高）はその半分の2丈5尺（約7.5メートル）程度であったとしている。そのように考えると、現存する仏手の寸法と、2丈5尺の座高で想定される旧本尊像の体のサイズとのバランスの整合が取れるとする（座像の高さを、立ち上がった際の想定寸法で表記することは、東大寺大仏などでも行われていたことである）。次に光背の高さについては、想定される仏殿内部の空間の高さ関係（梁と干渉しない高さ）および、『愚子見記』（工匠・平政隆が著した建築書）に記される方広寺大仏（京の大仏）の座高と光背の高さ寸法との関係（高さ比率）に関する記述を参考にし、東福寺旧本尊像の光背の高さ寸法は、像高との比率から考えて44尺（約13メートル）程度ではないかとしている。また旧本尊像の下廻りについては江戸時代に作成された図面や文献記録から、床面より「高さ5尺の長方形の須弥壇」→「その中央に高さ3尺の八角形の須弥壇（八角形の須弥壇については論文中で根拠が述べられていないので、何らかの史料に基づくものか、もしくは当時の仏像の類例から想定したものかは不明）」→「旧本尊像」の順になっていたのではないかとしている。上記の寸法で旧本尊像を想定すると、諸資料から復原される仏殿の内部に上手く納まると両氏は論説している（東福寺旧本尊像の座高が実際に5丈（約15メートル）あったと仮定すると、光背の高さはそれ以上となるので、仏殿内部に納まらなくなるとしている）。
先述のように座像の大仏の高さを実寸（座高）ではなく、立ち上がったと仮定した場合の寸法（身の丈）で表記することは、他の大仏でも行われており、東大寺大仏は十六丈（実寸は14.7メートルなのでかなり誇張されている）、方広寺大仏は十六丈（実寸は6丈3尺）、雲居寺大仏は八丈（実寸は4丈とされる）と公称していた。万里集九の詩集「梅花無尽蔵（永正3年（1506年）作）」には「南都の半仏雲居、雲居の半仏東福（雲居寺大仏の身の丈は東大寺大仏の半分で、東福寺大仏の身の丈は雲居寺大仏の半分）」という記述があり、東福寺旧本尊像の身の丈は、東大寺大仏の身の丈の4分の1ということになる（東大寺大仏の身の丈の公称高は16丈で、東福寺旧本尊像の身の丈の公称高は5丈なので、約4分の1である）。東福寺旧本尊像の身の丈五丈が実寸ではなく、立ち上がったとした場合の仮定寸法であることは、歴史学者の森克己も指摘しているほか、日本の歴代仏師の業績を記した「本朝大仏師正流系図」の仏師院信の業績には、「建武三年東福寺仏殿之釈迦高二丈五尺、同脇士西弥勒、東聖観音、各一丈二尺五寸、四天一丈二尺五寸」とする記述がある。
美術史学者の根立研介は旧本尊像が光背を有していたことは確実であるとしている。根立は旧本尊像の造立された時代の仏像の作風や正徳元年（1711年）に出版された『山城名勝志』に「光中ノ化仏五百躯」という記述があることから考えて、光背は無数の数の化仏で装飾されていたのではないかとしている（いわゆる千仏光背）。そしてその光背の意匠は、かつての東大寺大仏の光背の意匠に倣ったものではないかとしている（東大寺大仏の光背は、創建時は化仏500余尊で装飾されていたとされるが、2回に渡る大仏の再建で、化仏の数は削減されていき、現存のものは16体である）。東福寺には像高85センチメートルほどの座像の仏像で、背面が平坦でその左右端部に鉄環が打たれている像が3躯保管されているが、これはかつての旧本尊像の光背の化仏ではないかとしている（先述のフロイスの記述では、光背の化仏は小型のものが約1,000体、中型のものが40体付いていたとされるが、ここで述べているのは中型の方の化仏である）。また東福寺塔頭南明院の本尊は、東福寺旧本尊像光背の化仏であるとする伝承がある。上記について根立は、南明院の本尊は修繕がなされて像風が変わってしまっている部分もあるが、先述の3躯と類似した仕様が多々見られるので、南明院の本尊も東福寺旧本尊像光背の化仏であろうとしている。なお即宗院や霊源院など、東福寺塔頭は旧本尊像が座していた蓮台の遺物とされる蓮弁を所蔵している所が多い。これは明治の焼失の際、旧本尊像の遺品である焼け残った蓮弁を形見分けとして東福寺塔頭に1枚ずつ配布したためとされている。
旧本尊像の印相（手印）については、現存する左手は「与願印（よがんいん）」であるので、右手は通例通り「施無畏印（せむいいん）」であろうとされる。
『山城名勝志』の東福寺旧本尊像の紹介の項には、「釈迦眉間蔵遮那像其長五寸」とする記述があり、旧本尊像の眉間に小型の眉間籠り仏が納められていたことが分かる（現存せず）。大仏の眉間に仏像を納めることは他の大仏でも行われており、方広寺大仏（京の大仏）は落雷で焼失してしまったが、眉間籠り仏は現存している。また『山城名勝志』には旧本尊像の脇侍として、観音・弥勒のニ菩薩像と四天王像が仏殿に安置されていたとする記述がある。旧本尊像の仏手と同じく、脇侍像も焼失を免れた遺物が何点か東福寺に保管されており、「いずれかの像の髻（全長110cm）（おそらく菩薩像の一部であろうとされる。旧本尊像の像容は不明だが、旧本尊像が宝冠釈迦如来（髻を結い、宝冠を戴く釈迦如来）であれば旧本尊像の一部の可能性もある。）」「四天王像足下の邪鬼の一部」「文政12年（1829年）の補修の銘のある多聞天像の手先の一部」「菩薩像の持物と思われる蓮茎 ・水瓶」「四天王像のいずれかの持物と思われる戟の先端」などがある。
平戸藩藩主の松浦清が著した『甲子夜話』には、東福寺の僧印宗の目撃談として、1798年（寛政10年）に発生した、方広寺大仏（京の大仏）の落雷による焼失の過程が記述されているが、その中で方広寺大仏が焼失したことで、図らずも東福寺旧本尊像が京都一の高さの像になったことが述べられている。（印宗の目撃談については、東福寺から方広寺まで約2キロメートルで、東福寺境内から方広寺大仏殿が落雷で炎上・焼失するさまが目視できたことによる。印宗は数日後に大仏殿の火災現場を訪問している。）また『甲子夜話』には東福寺仏殿について以下の記述がある。「東福寺仏殿は五百年前九条家の建立にてそのまま尚在り。殿は十七間余りもあり。因て本尊の像も、（方広寺）大仏の外はこの本尊より大ひなるは京中には無と云伝ふ。又此仏殿も巨屋なれば、家根裡まで昇る段梯子ありて、常々昇るに、破風口まで三四廻も折曲りてこれを設く。破風口に唐戸を構へ、人ここより屋脊等に出づべし。又この唐戸のあたりの柱材に人の姓名を鐫（ほ）りつけたる、所々に見ゆ。又は利刃などを以て斫（き）りつけたると覚しき痕も往々あり。又山門の材木にも所々に有り。因て寺に問たれば、言ふ。大坂御陣のとき、この寺関東の御陣所となり、諸軍卒ここに屯しゐたる中、その佩刀を以て鐫創せしものとぞ。」
明治焼失の仏殿の古写真は、1881年に作られた京都の名所の写真帖である『撮影鑑 2』に掲載がある。それは京都府立京都学・歴彩館が所蔵しており、デジタルアーカイブで公開されている（文冊番号1のコマ番号18）。ただし樹木が仏殿正面に植わっている関係で、仏殿の大部分は樹木で隠れて写っておらず、仏殿の西端部分しか写っていないという欠点がある。東福寺旧本尊像は東大寺大仏に匹敵する巨像で、それを安置する仏殿も東大寺大仏殿のような巨大建造物であったと紹介されることもあるが、上記写真から考えて、少なくとも仏殿については、巷で言われるほど巨大な建造物ではなかったとされる。なお旧本尊像の写真については、これまでの所確認されていない（アーネスト・サトウやアーネスト・フェノロサなど日本文化に造詣が深い外国人が焼失以前の東福寺に多々訪れており、何らかの資料が残存している可能性はある）。
明治に焼失した仏殿の礎磐石は、仏殿の柱径をうかがい知れる貴重な資料だが、再建された本堂（仏殿兼法堂）正面に植わるイブキの根元周囲に、花壇のように円形に並べて無造作に置かれている。

## 境内

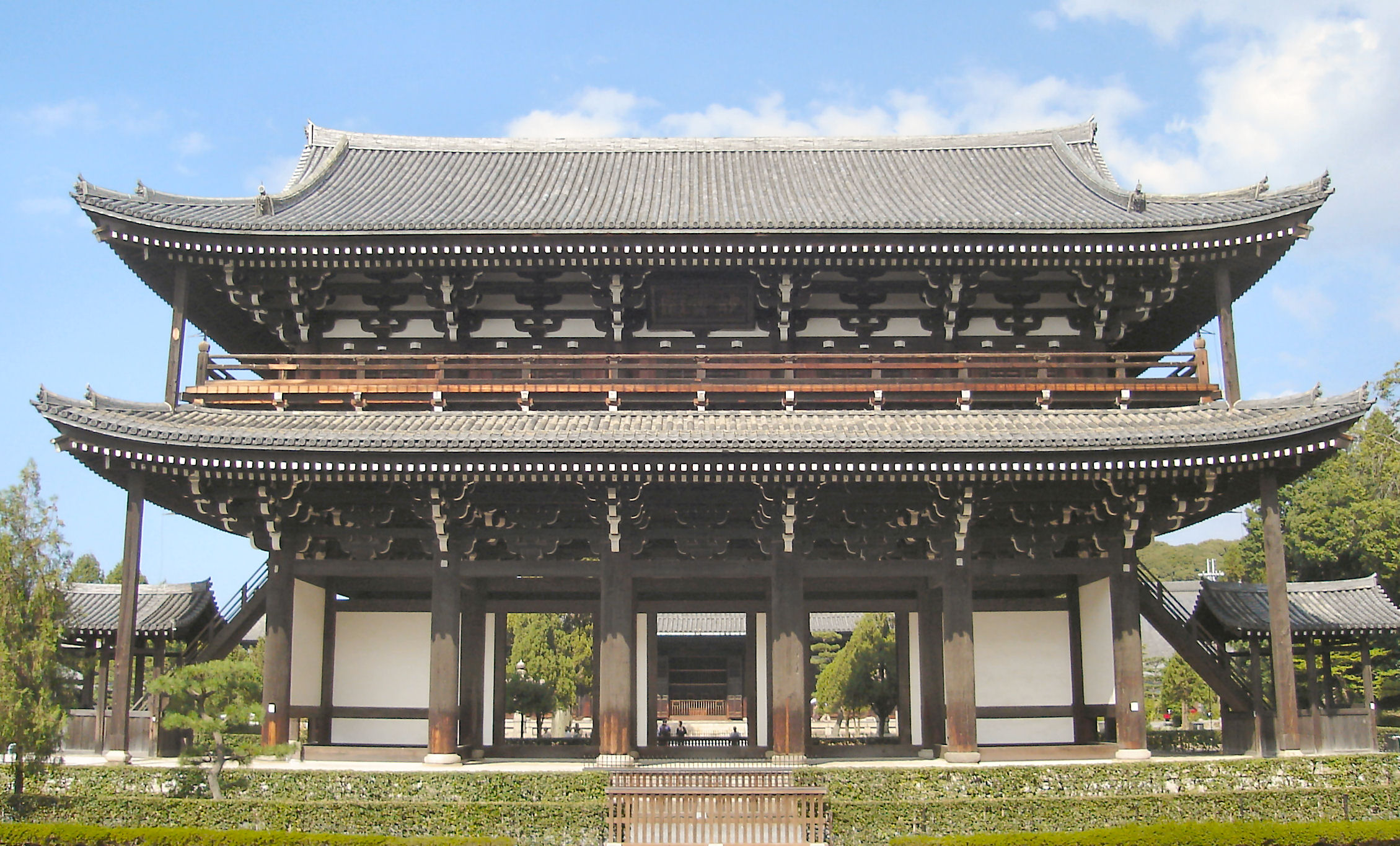
三門（国宝）

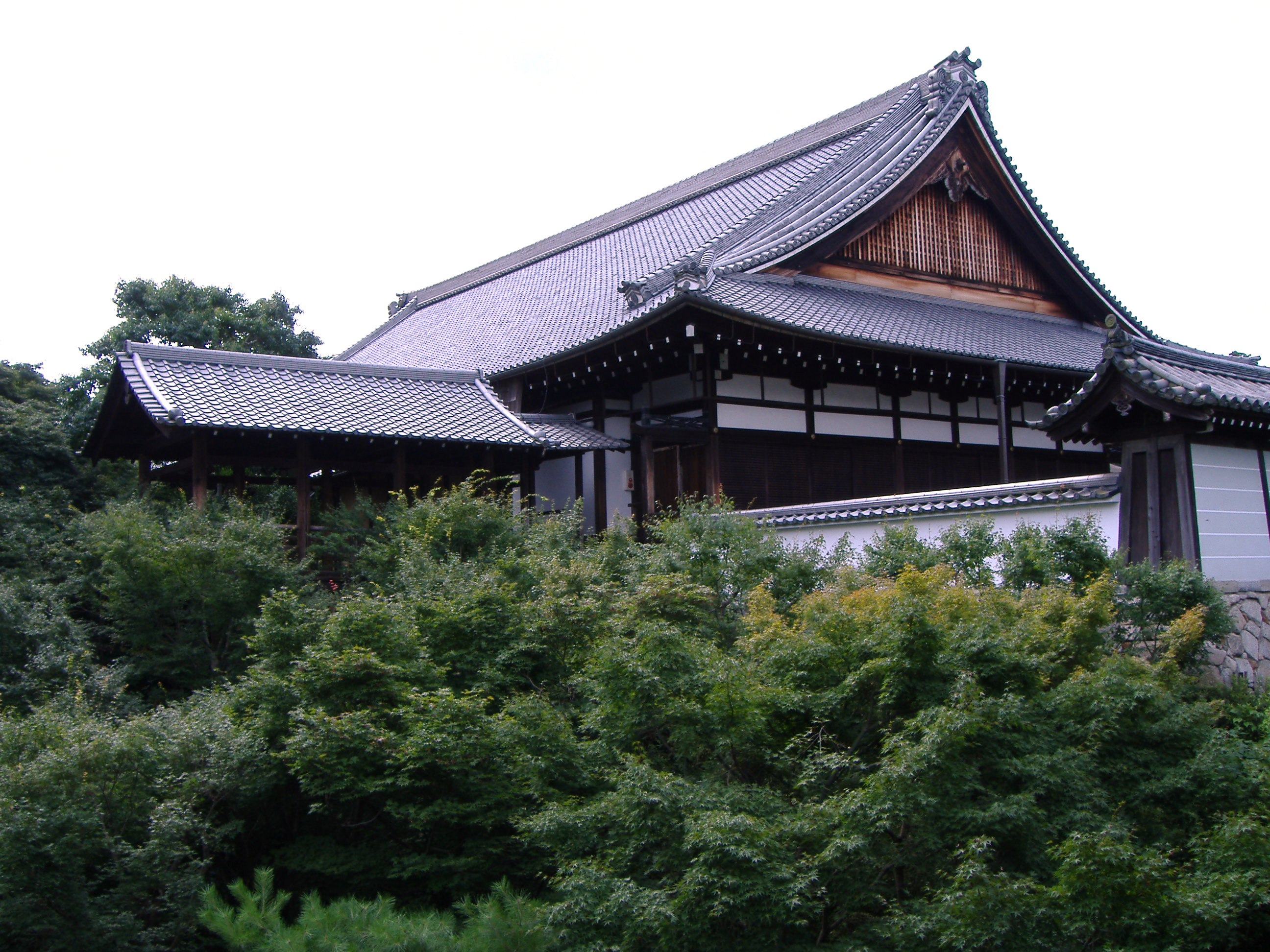
方丈

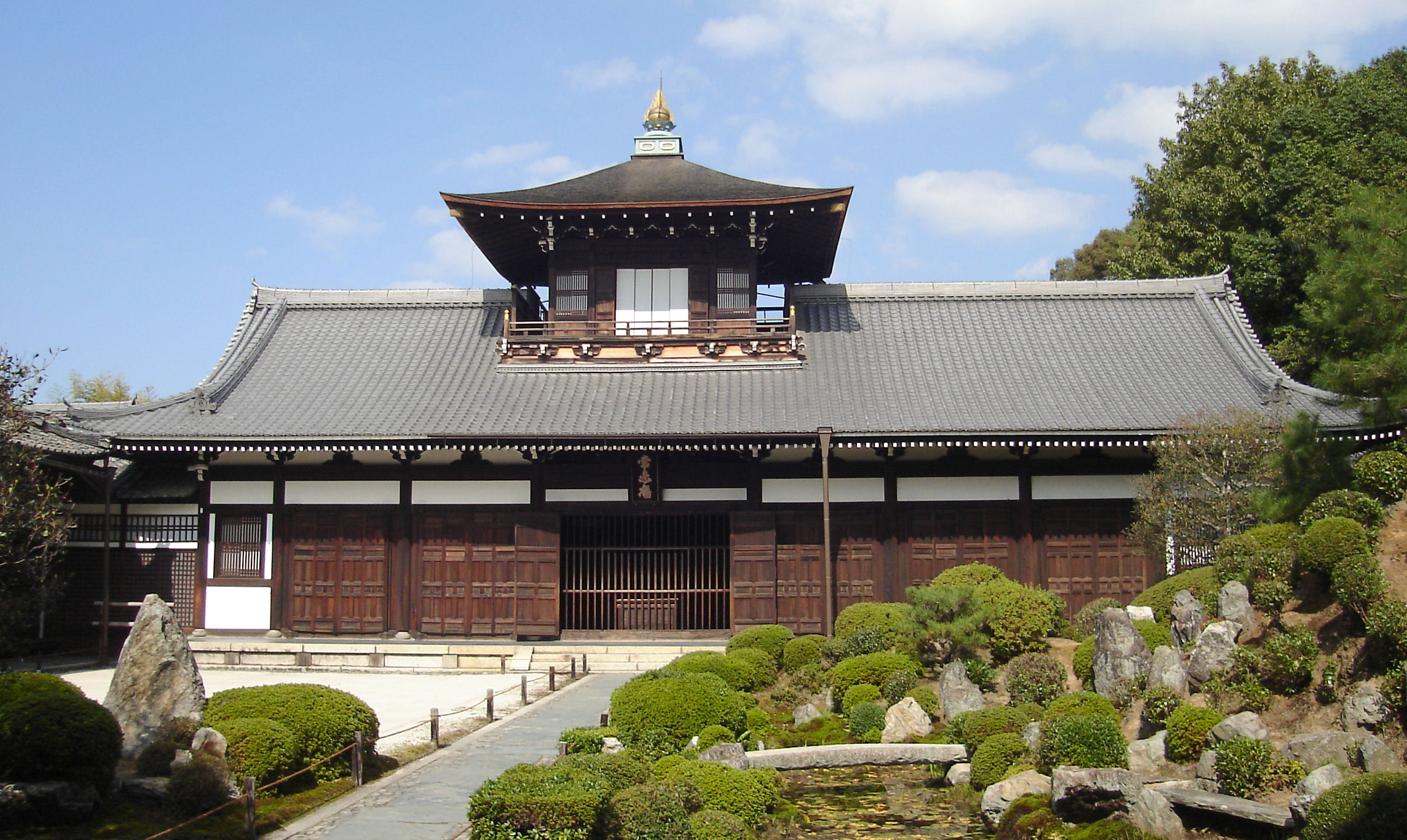
常楽庵開山堂（重要文化財）

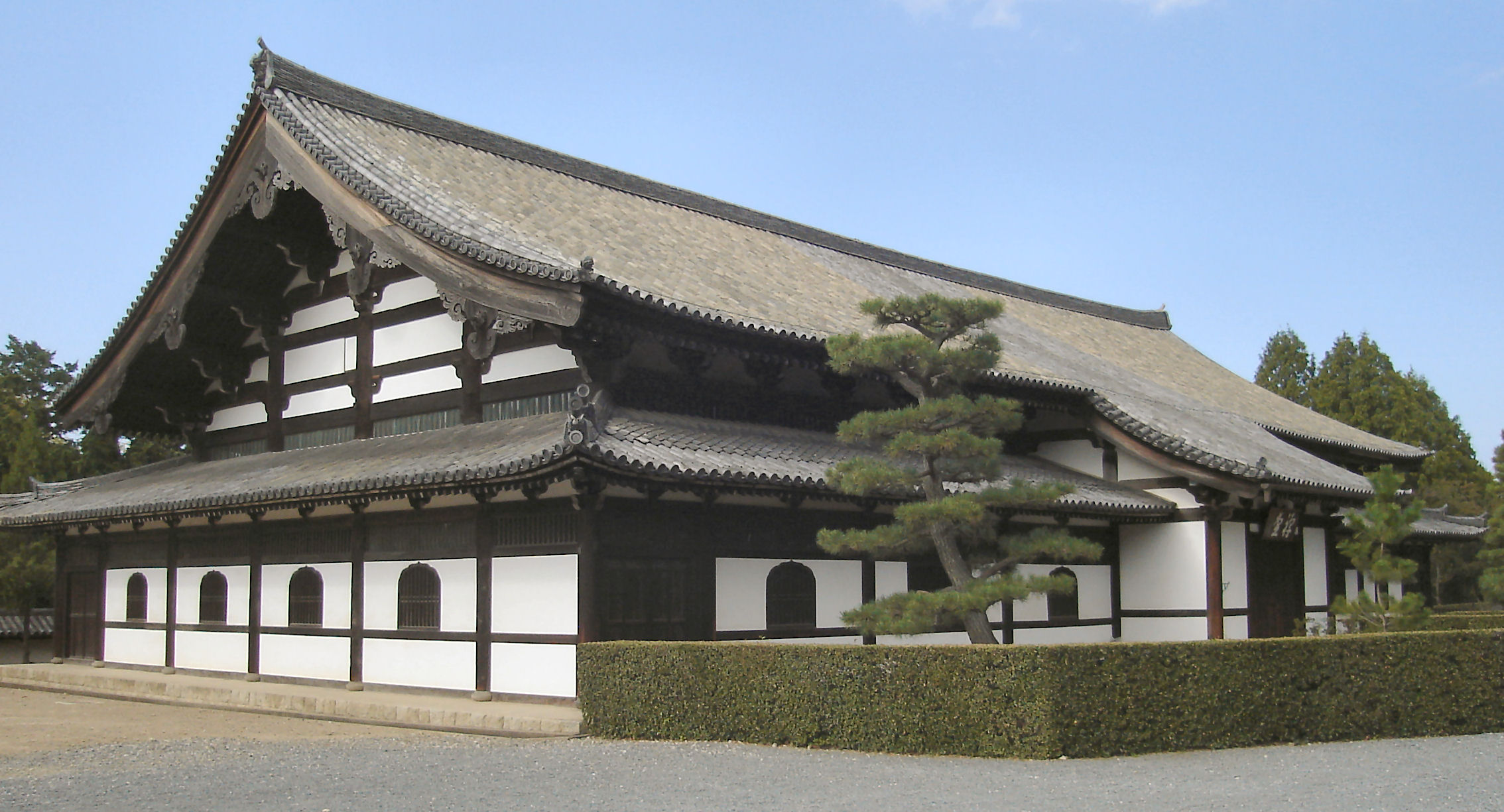
禅堂（重要文化財）

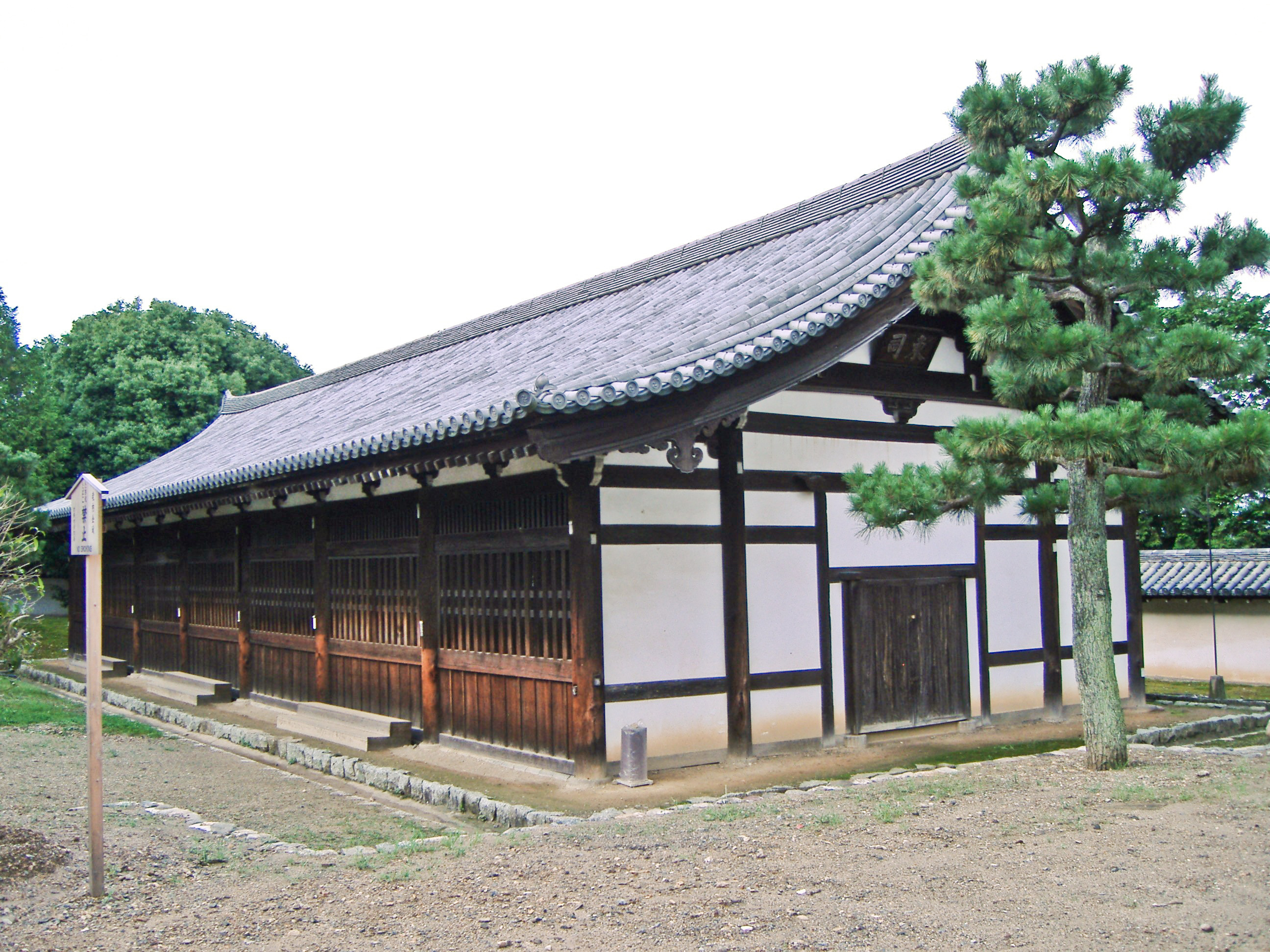
東司（重要文化財）

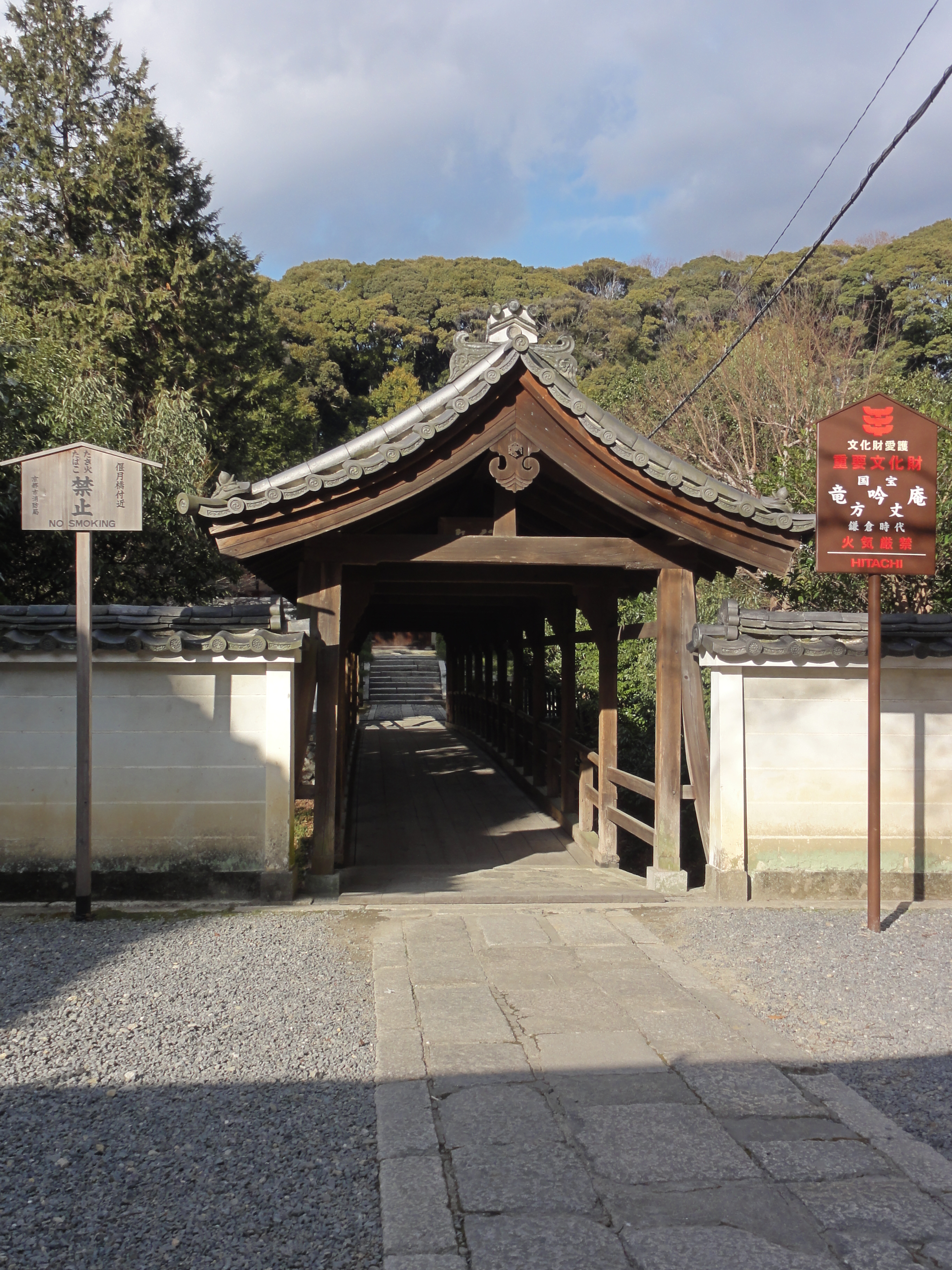
偃月橋（重要文化財）

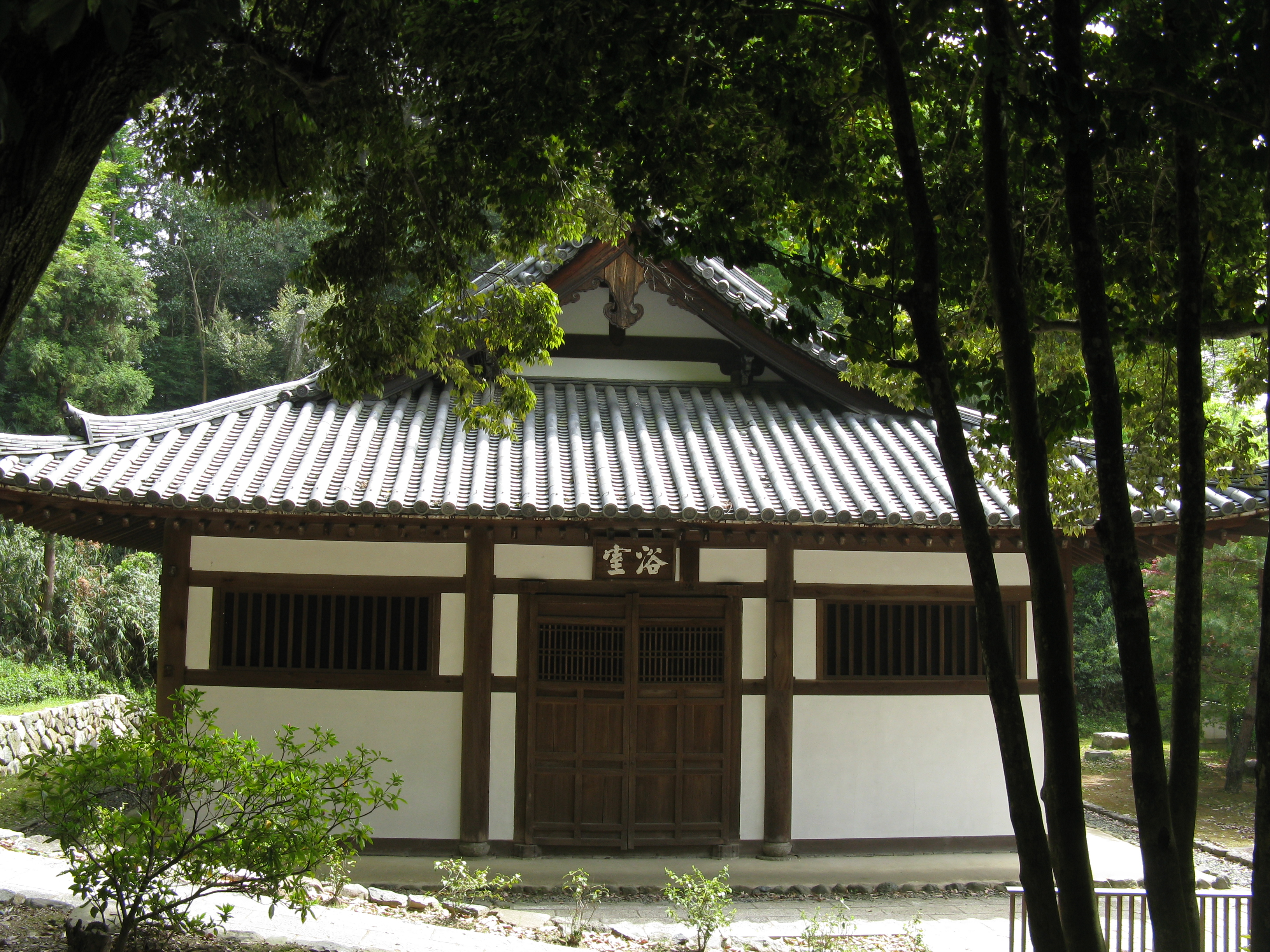
浴室（重要文化財）

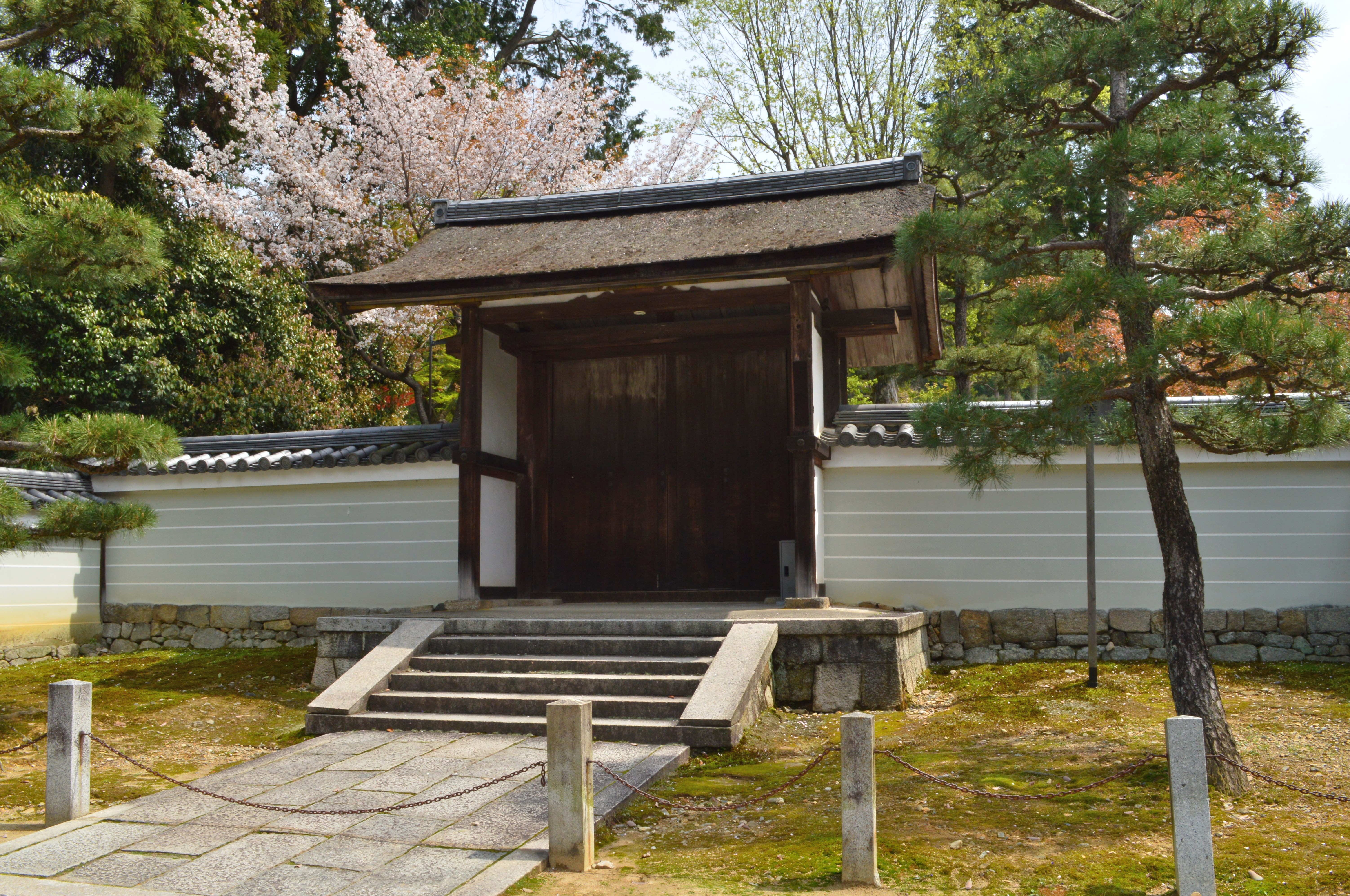
月下門（月華門）（重要文化財）

三門、本堂、方丈、庫裏などからなる主要伽藍を中心に25の塔頭寺院がある。主要伽藍の北には洗玉澗（せんぎょくかん）という渓谷があり、西から東へ臥雲橋、通天橋、偃月橋という3本の橋（東福寺三名橋）が架かる。通天橋は、本堂から通じる廊下がそのまま屋根付きの橋となったもので、この付近は特に紅葉の名所として知られる。橋を渡ると、開山円爾を祀る常楽庵がある。応仁の乱の戦火を免れた貴重な文化財が数多く存在する。
- 本堂（仏殿兼法堂） - 1881年（明治14年）に仏殿と法堂が焼けた後、1917年（大正6年）から再建工事にかかり、1934年（昭和9年）に完成した。入母屋造、裳階付き。高さ25.5メートル、間口41.4メートルの大規模な堂で、昭和期の木造建築としては最大級のもの。天井の「蒼龍図」は堂本印象筆である。本尊釈迦三尊像（中尊は立像、脇侍は阿難と迦葉）は、明治14年の火災後に塔頭万寿寺から移されたもので、鎌倉時代の作である[13]。
- 方丈 - 1890年（明治23年）再建。
- 本坊庭園「八相の庭」（国の名勝） - 庭園は近代の造園家、重森三玲によって1939年（昭和14年）に作庭され、方丈を囲んで四方に配される。釈迦成道を表現し、八相の庭と命名されている。鎌倉期庭園の質実剛健な風格を基本とし、これに近代芸術の抽象的構成をとり入れた枯山水庭園である[14]。方丈の四周に庭園を巡らせたものはこの庭園のみである。庭園は2014年（平成26年）10月、国の名勝に指定された[15]、造園当時の砂紋が復元された[16]。
  - 南庭 - 荒海の砂紋の中に蓬莱、方丈、瀛洲（えいじゅう）、壺梁の四仙島を表現した配石で、右方には五山が築山として表現されている。
  - 北庭 - 南の恩賜門内にあった敷石を利用し、石と苔を幾何学的な市松模様に配している。
  - 西庭 - サツキの刈込みと砂地が大きく市松模様に入り、くず石を方形に組んで井田を意図している。
  - 東庭 - 東司の柱石の余材を利用して北斗七星を構成し、雲文様の地割に配している。
- 方丈唐門 - 正面前庭にある。1909年（明治42年）に造営され、昭憲皇太后より下賜されたもの。
- 書院
- 庫裏 - 1910年（明治43年）再建。方丈唐門とともに昭憲皇太后の恩賜建築である。切妻を正面とする禅宗式寺院の典型。
- 通天橋 - 仏殿から常楽庵に至る渓谷・洗玉澗に架けられた橋廊で、天授6年（1380年）に春屋妙葩が谷を渡る労苦から僧を救うため架けたと伝えられる。1959年（昭和34年）台風で崩壊したが2年後に再建、その際橋脚部分は鉄筋コンクリート造となった。
- 常楽庵 - 主要伽藍の北側に位置する。開山堂と昭堂を中心とした一画。文政2年（1819年）焼失後、文政9年（1826年）までに再建された。
  - 開山堂（重要文化財） - 開山円爾像を安置する。
  - 昭堂（重要文化財） - 中央部分は2階建の楼閣となっており、伝衣閣（でんねかく）と称する。金閣（鹿苑寺）、銀閣（慈照寺）、飛雲閣（西本願寺）、呑湖閣（大徳寺塔頭芳春院）と並び「京の五閣」といわれている。
  - 普門院 - 文政9年（1826年）再建。客殿（重要文化財）と庫裏（重要文化財）からなる。かつて京都十刹の一つに数えられていた名刹普門寺の名残を残している。
  - 枯山水庭園
  - 庭園
  - 塔司寮（書院、重要文化財）
  - 鐘楼（重要文化財）
  - 裏門（重要文化財）
  - 楼門（重要文化財）
- 愛染堂（重要文化財） - もとは東福寺塔頭三聖寺の愛染堂であったが、1873年（明治6年）に万寿寺が三聖寺を併合し、万寿寺の堂となった。その万寿寺が1886年（明治19年）に東福寺の塔頭となった後の1937年（昭和12年）、愛染堂は万寿寺より移された。
- 光明宝殿 - 本堂東側にある文化財収蔵施設で、1981年（昭和56年）に完成。東福寺および塔頭寺院の文化財を収蔵するが非公開である。
- 大慧殿（宗務本院）
- 偃月橋（えんげつきょう、重要文化財） - 庫裏より塔頭龍吟庵・即宗院に至る三ノ橋渓谷に架かる単層切妻造・桟瓦葺きの木造橋廊である。慶長8年（1603年）に再建、1967年（昭和42年）に重要文化財に指定され、日本百名橋にも選ばれている。
- 三門（国宝[17]） - 現存する禅寺の三門としては日本最古のもの[17]。三門は至徳元年（1384年）から再建が始まったが、完成したのは応永32年（1425年）のことである[17]。五間三戸二階二重門、入母屋造、本瓦葺、南面[17]。「五間三戸」とは正面の柱間が5つ、うち中央3間が通路になっているという意味、「二重門」は2階建ての門だが、「楼門」と違い、1階と2階の境目にも軒の出を作るものをいう。上層に釈迦如来と十六羅漢を安置する。
- 最勝金剛院 - 特別由緒寺院。
  - 八角堂 - 九条兼実の廟所。
  - 九条家歴代の墓
- 十三重石塔（重要文化財） - 康永2年（1343年）に九条道家が造立。
- 魔王石堂 - 鞍馬寺で祀られている魔王の石像を祀る。別の説では比良山の魔王であるという。
- 鐘楼（京都府指定有形文化財）
- 五社成就宮（京都府指定有形文化財） - 祭神：八幡神、賀茂神、稲荷神、春日神、日吉神。寛元元年（1243年）に法性寺成就宮を東福寺の鎮守とした。
- 浴室（重要文化財） - 前面を入母屋造、後方を切妻造にした単層本瓦葺の建物で、国内では最大。東大寺の湯屋に次いで古く、長禄3年（1459年）に建てられた京都最古の浴室建築の遺構として知られる。内部は正面板敷きの上に2つの蒸し風呂が並び、後方に釜と焚き口がある。
- 禅堂（重要文化財） - 貞和3年（1347年）再建。豪壮な姿に往時の隆盛がしのばれる単層・裳階（もこし）付切妻造の建物で、中世期より現存する最大最古の禅堂である。
- 東司（とうす、重要文化財） - 室町時代唯一、日本最大最古の禅宗式の東司（便所）の遺構で、多くの修行僧が一斉に用を足すことから百雪隠（ひゃくせっちん）とも呼ばれる。内部は中央通路をはさんで左右両側に円筒の壺を埋める。2022年10月17日午前9時半頃、運転操作を誤った乗用車が東司に突っ込み木製扉が大破し、建物内部にまで入ったところで止まる事故が発生した[18]。
- 思遠池
- 勅使門（京都府指定有形文化財）
- 六波羅門（重要文化財） - 南正面に立つ伽藍の最南端にある鎌倉時代前期の門で、鎌倉幕府の六波羅探題にあったものを移したことから、この名で呼ばれている。
- 日下門（京都府指定有形文化財）
- 殿鐘楼（京都府指定有形文化財） - 吊るされていた梵鐘（重要文化財）は西寺の遺物だとされる。
- 経蔵（京都府指定有形文化財） - 寛政6年（1794年）再建。
- 臥雲橋（京都府指定有形文化財）
- 月下門（月華門、重要文化財） - 板蟇股（かえるまた）など細部にわたり鎌倉時代の特色をよく残す切妻造・檜皮葺の四脚門で、文永5年（1268年）に一条実経が常楽庵を建立した際に亀山天皇から京都御所の月華門を下賜されたと伝えられる。
- 南大門（京都府指定有形文化財）
- 中大門（京都府指定有形文化財）
- 北大門（京都府指定有形文化財）
- 仁王門（重要文化財） - もとは塔頭三聖寺の建物で慶長2年（1597年）の建立。

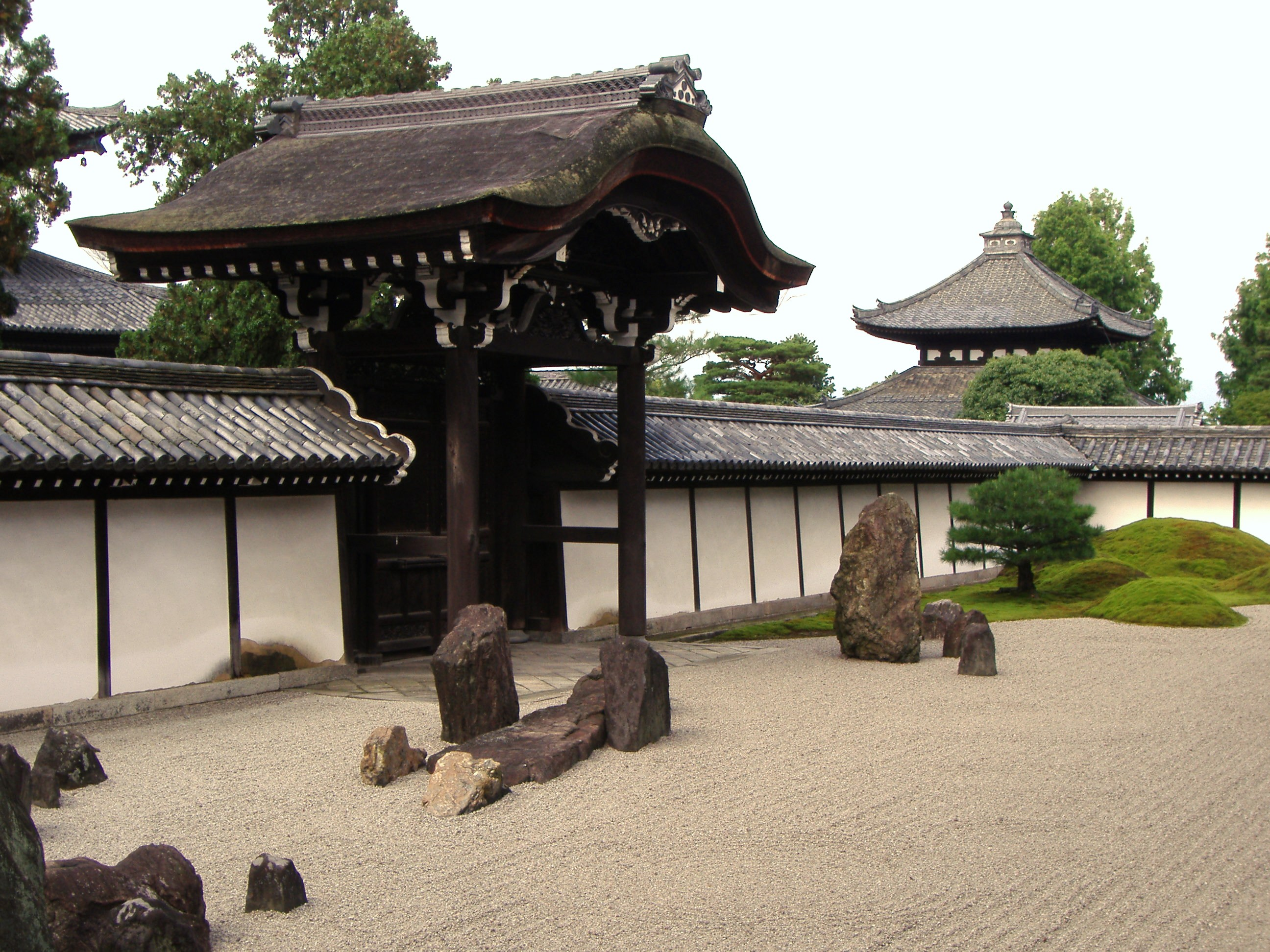
方丈南庭と唐門
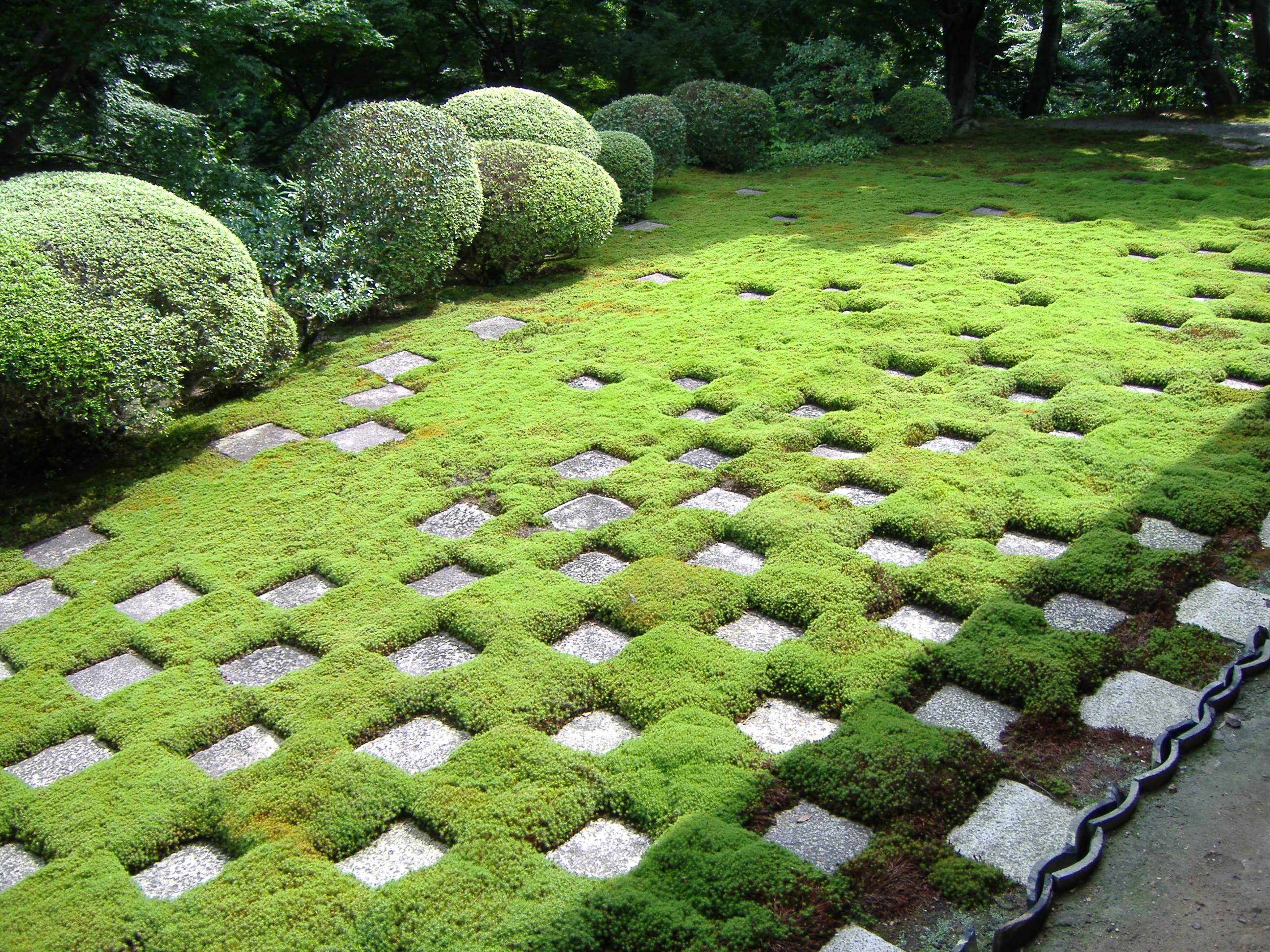
方丈北庭
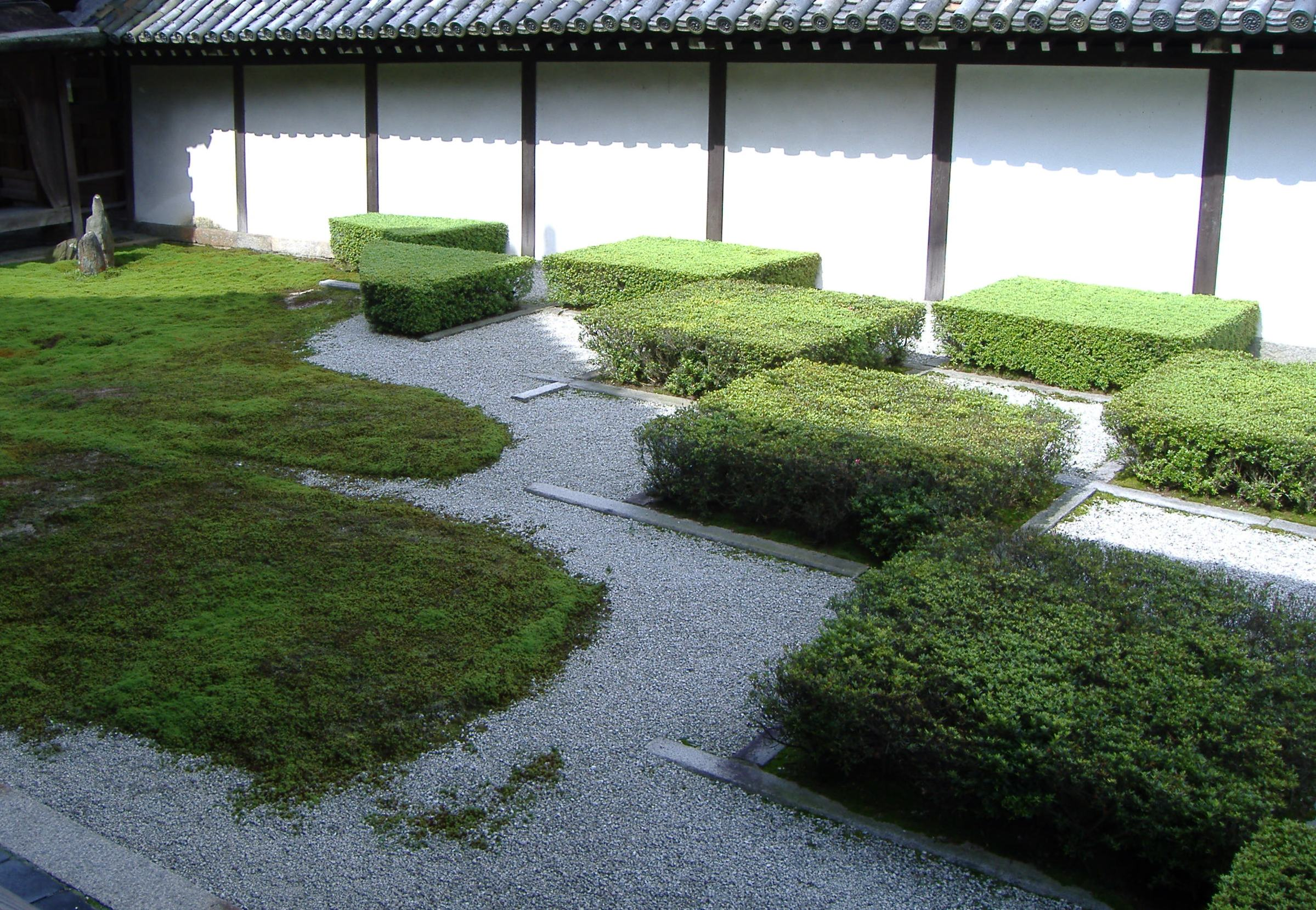
方丈西庭
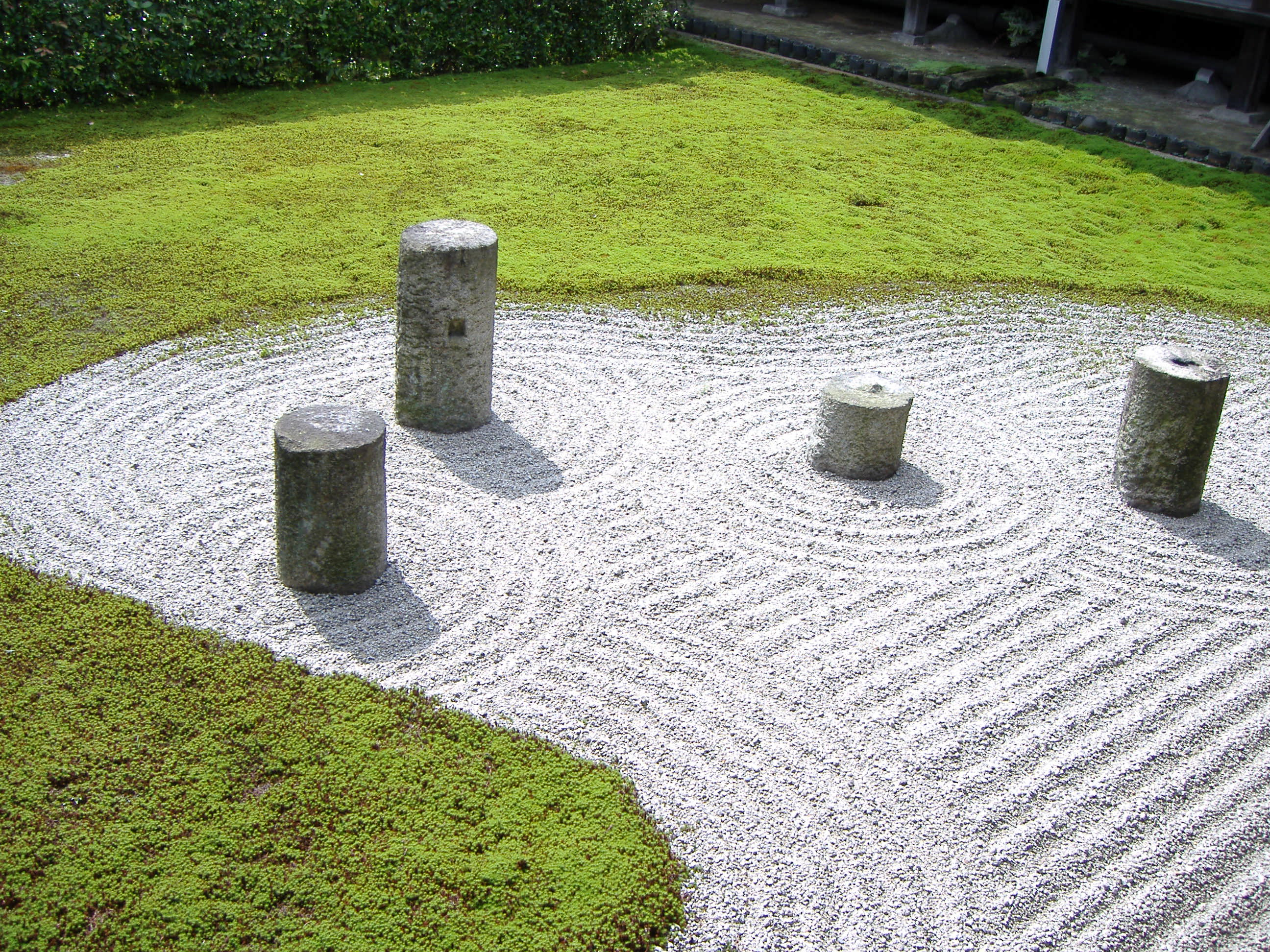
方丈東庭
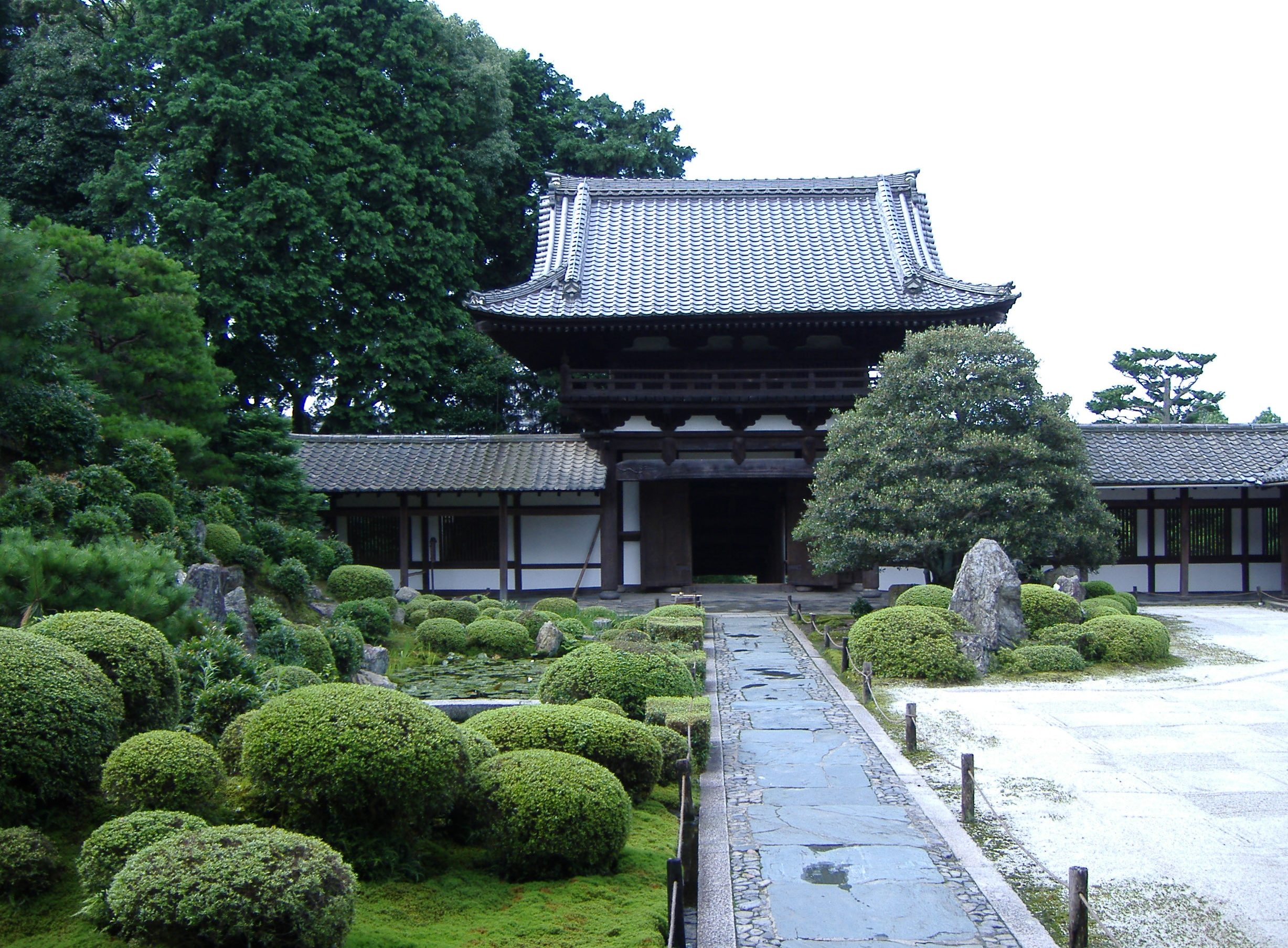
常楽庵（開山堂）、楼門（重要文化財）
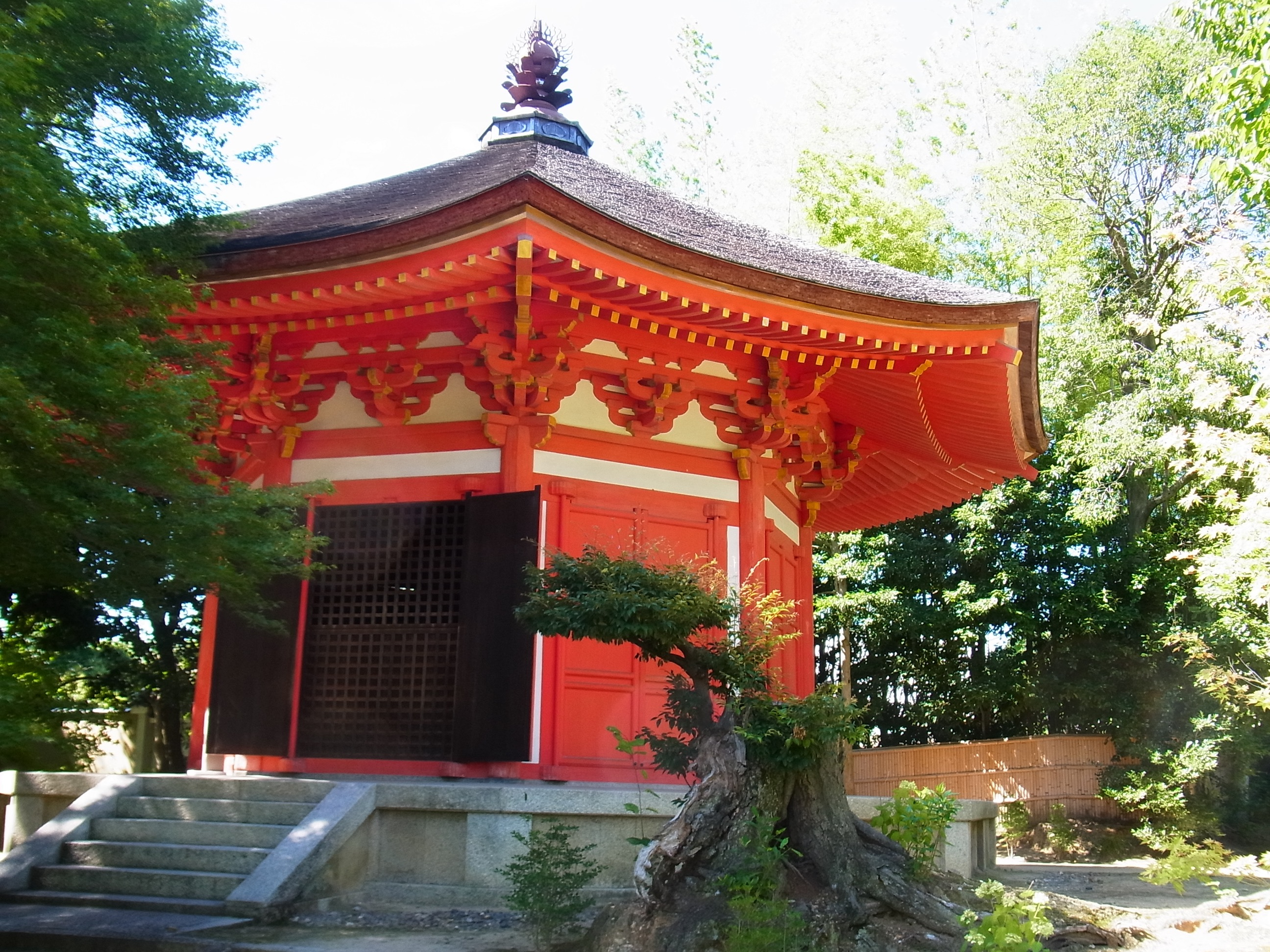
三聖寺愛染堂（重要文化財）
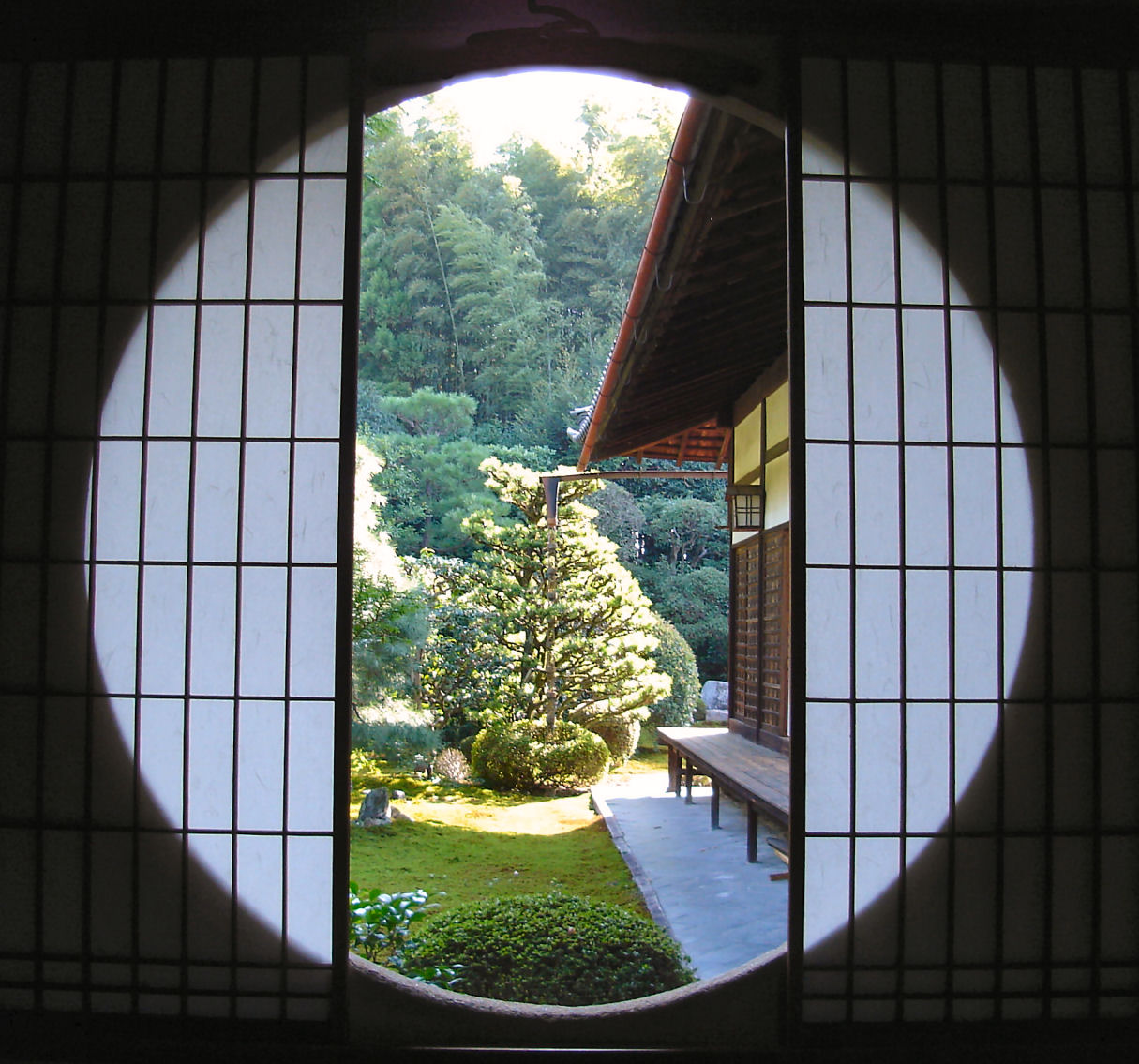
芬陀院の図南亭
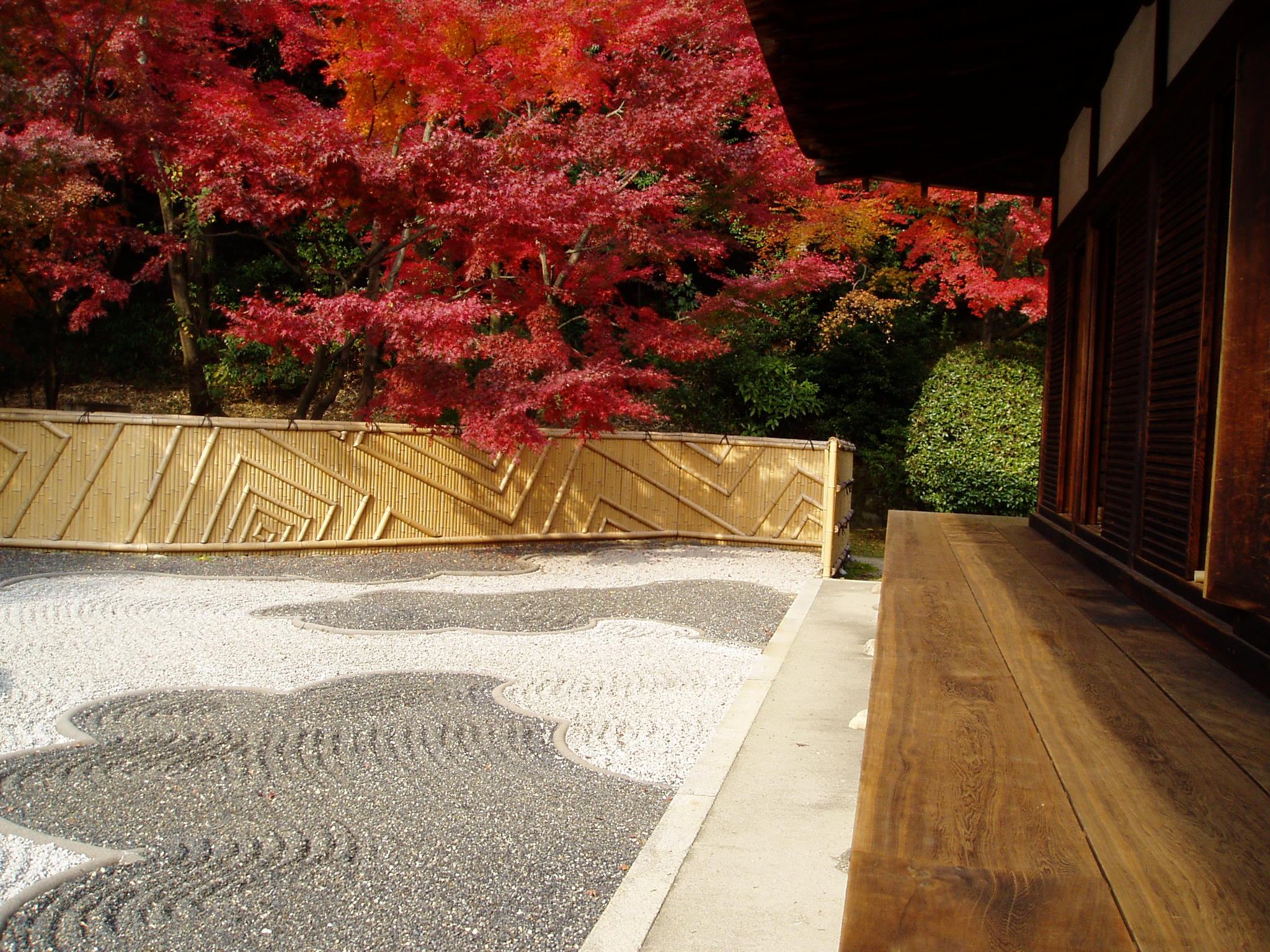
龍吟庵方丈の西庭
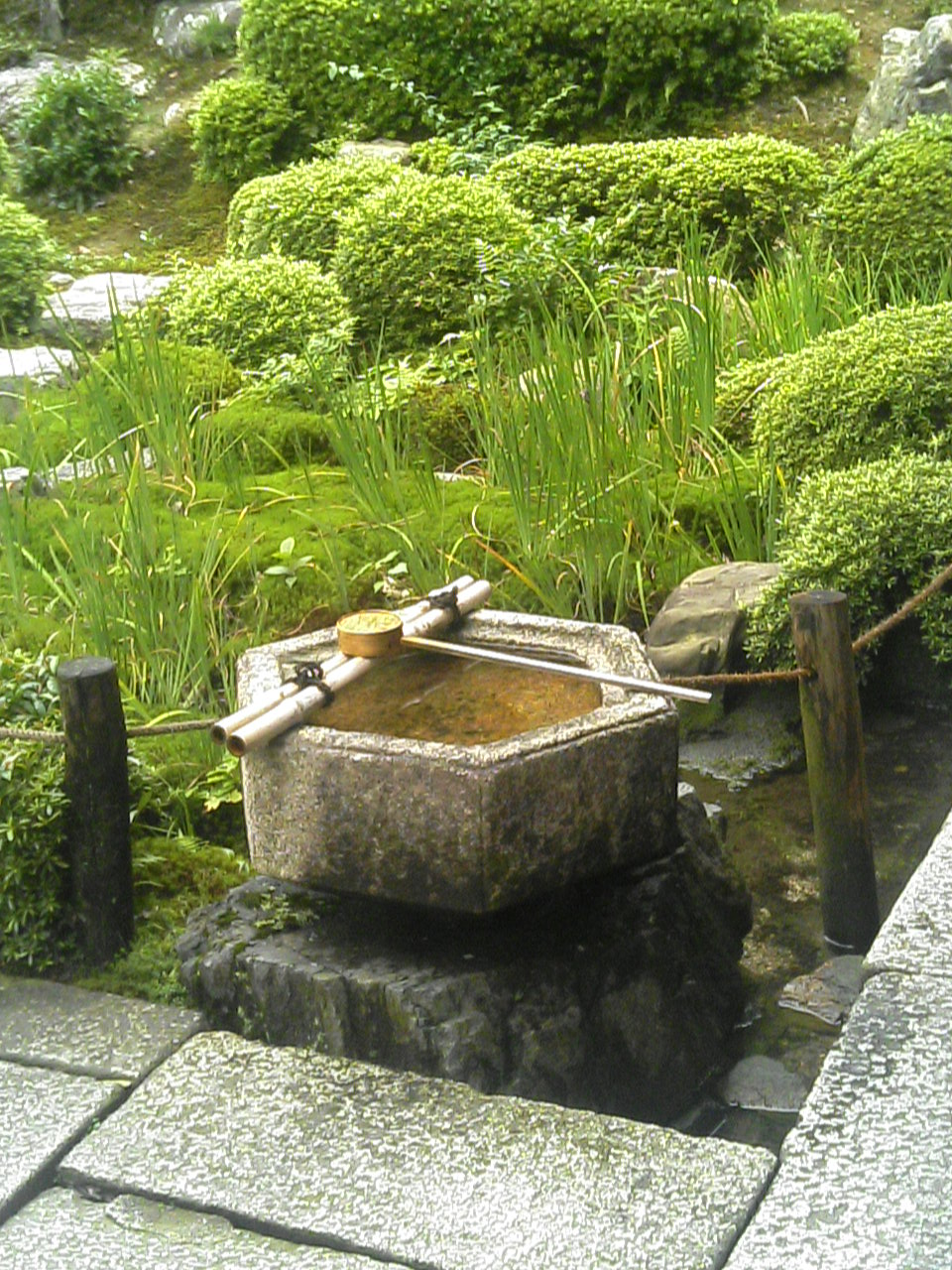
常楽庵庭園
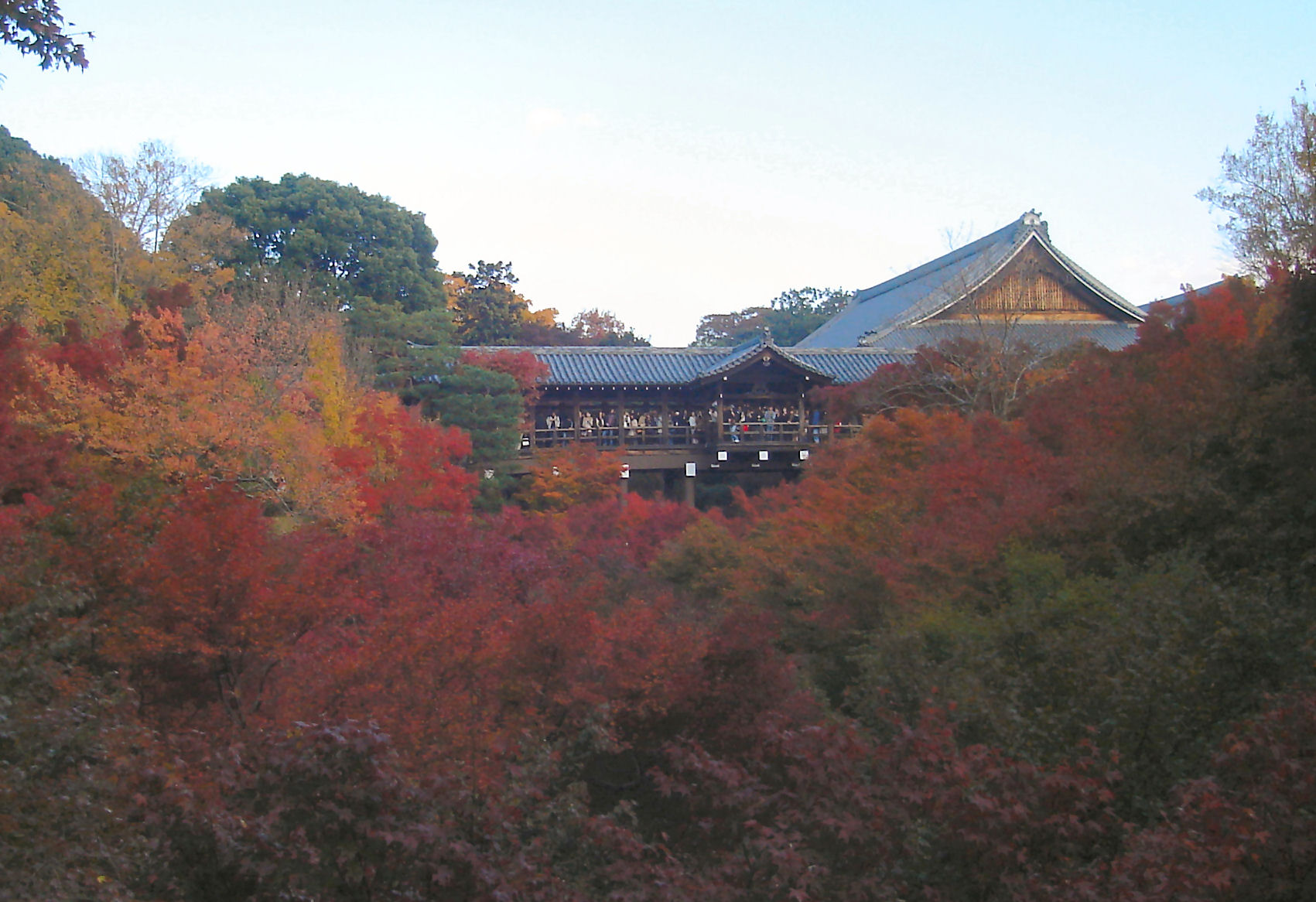
通天橋の紅葉
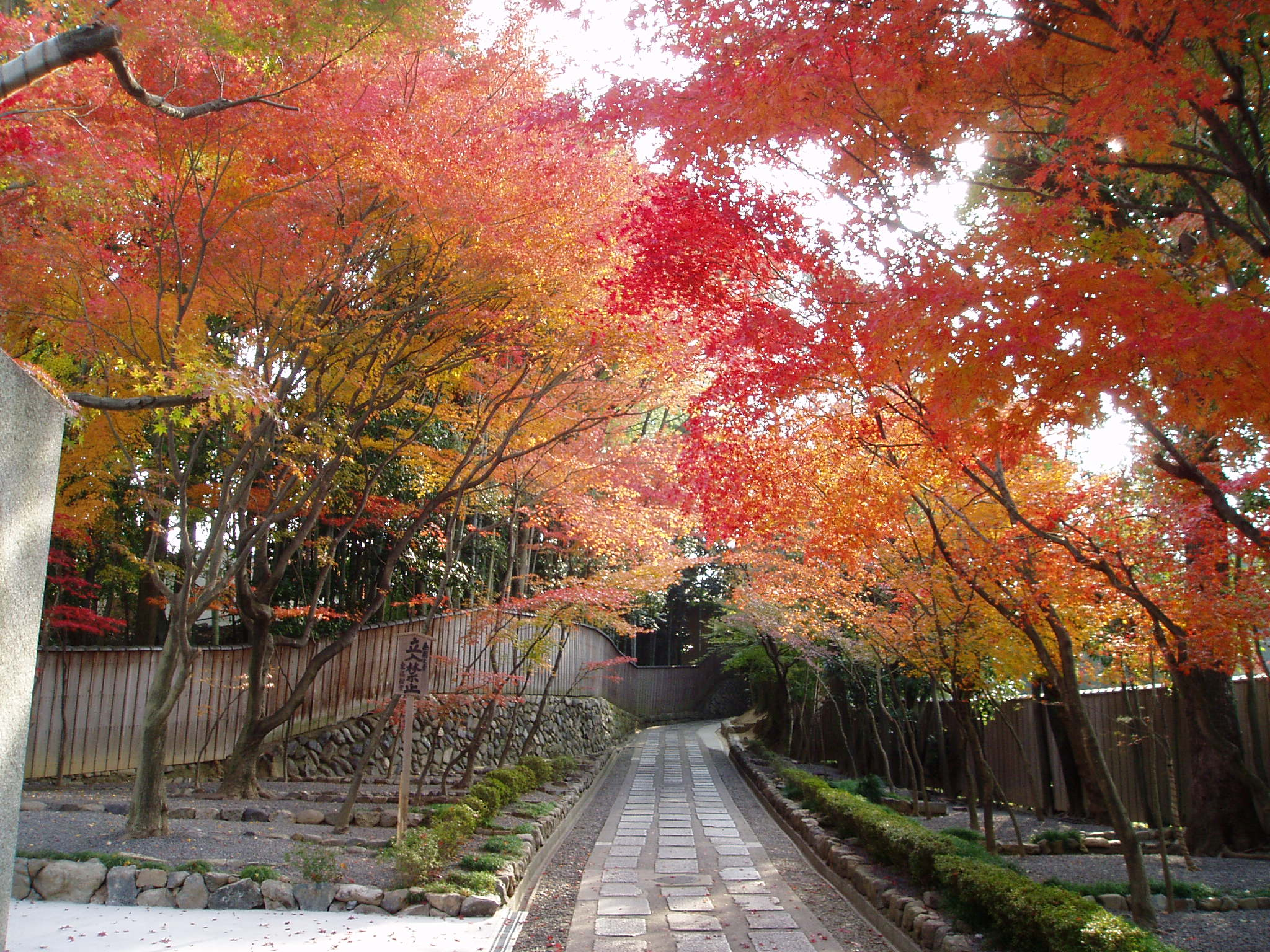
錦秋

### 塔頭

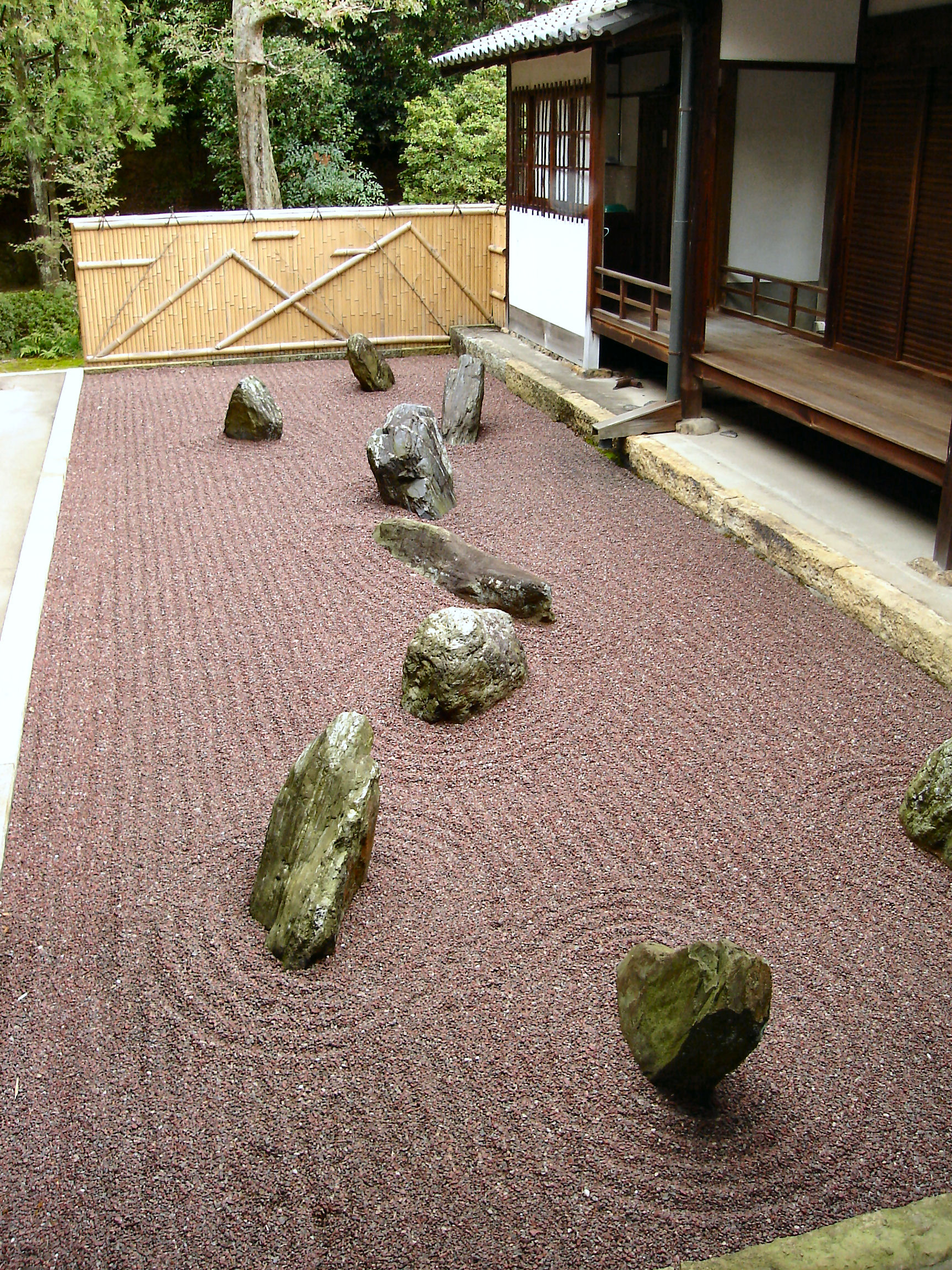
龍吟庵 東庭
（珍しい赤砂の枯山水 重森三玲作）

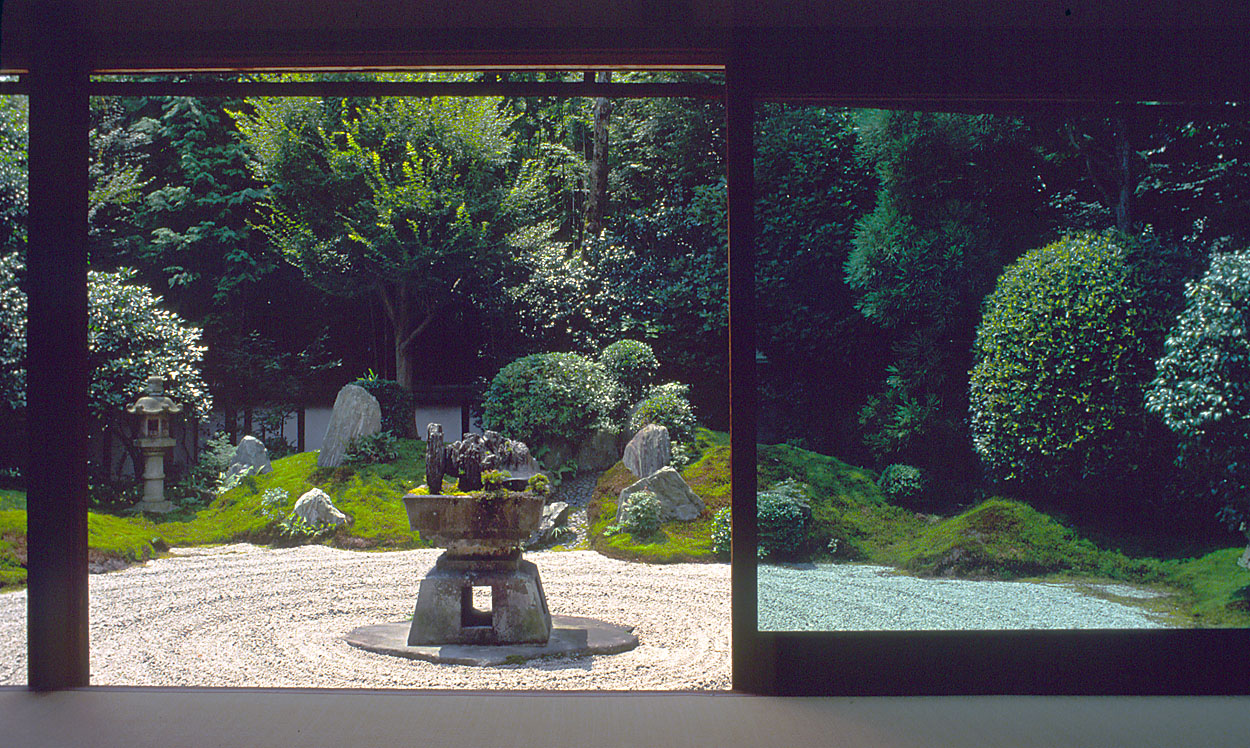
霊雲院の遺愛石（書院より）

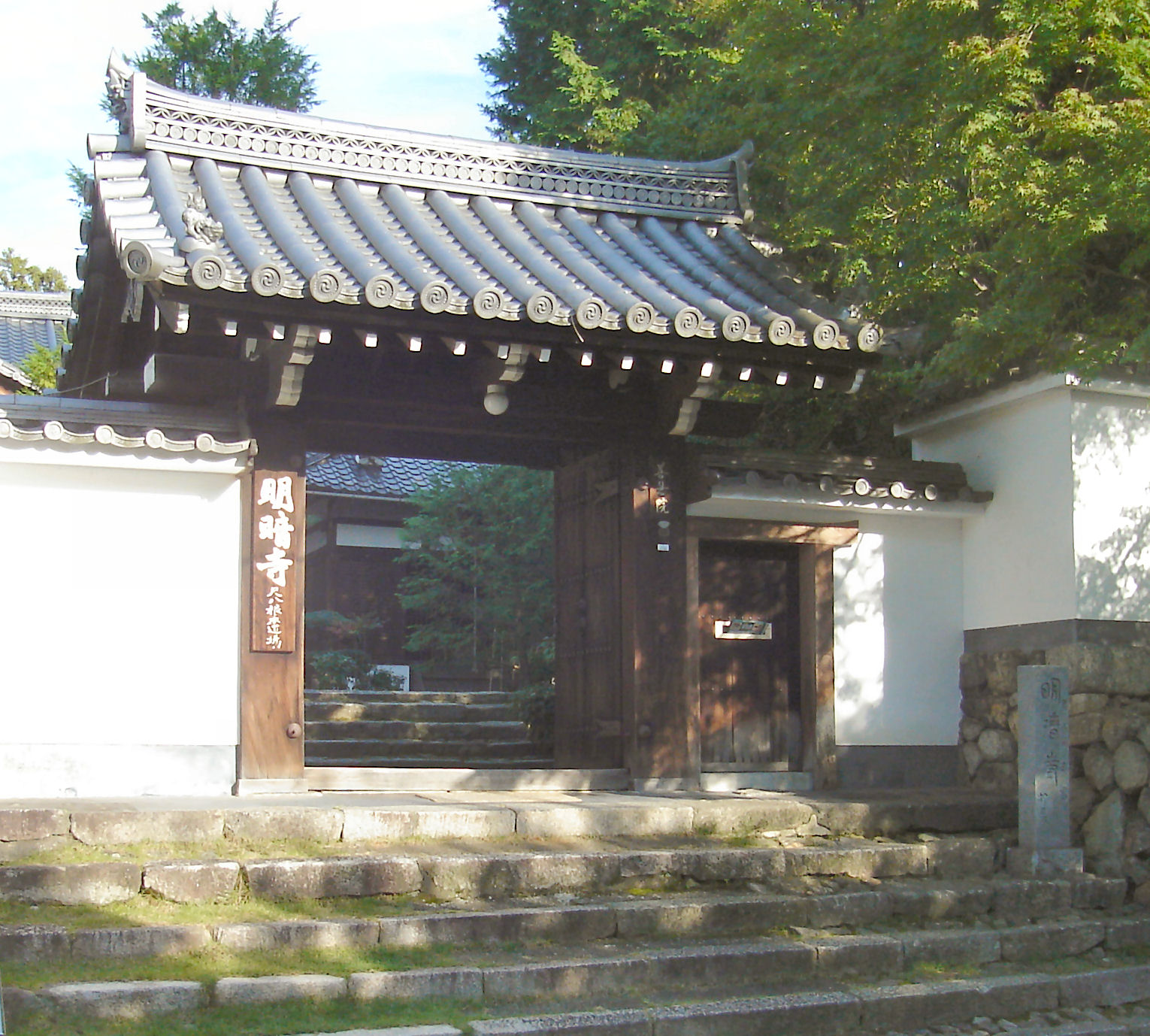
善慧院

- 龍吟庵 - 庫裏の背後、偃月橋を渡ったところの山裾の平坦地に位置する塔頭で、東福寺第3世で南禅寺の開山である無関普門の塔所（墓所）として、入寂直前に創建された。現存最古の方丈があり、また重森三玲の手による枯山水の庭園が「無の庭」「龍門の庭」「不離の庭」の三つある。毎年11月に一般公開。
- 即宗院 - 元中4年（1387年）、薩摩国の島津氏久の菩提を弔うため、剛中玄柔和尚を開山として創設された。幕末期、当院の茶亭にて西郷隆盛が僧月照と倒幕計画を話し合った。
- 南明院 - 徳川家康の正室・朝日（旭）姫（法名・南明院）の菩提寺として実兄豊臣秀吉により創建された。徳川家が将軍家となるにおよび歴代将軍の位牌を収める臨済宗での塔頭となり繁栄を極めた。
- 永明院（ようめいいん）
- 光明院 - 明徳2年（1391年）に金山明昶（きんざんみょうしょう）により創建された塔頭で、重森三玲による「波心の庭」がある。別名「虹の苔寺」とも称され、とくに苔の美しい新緑や紅葉時には、ひそやかな禅寺も華やぎを増す。公開塔頭。
- 正覚庵 - 正応3年（1200年）に奥州伊達家4代目当主伊達政依により創建される。毎年11月に古くなった筆の供養を行うことから「筆の寺」の通称で知られる。拝観には予約が必要。
- 願成寺 - 延暦11年（792年） - 承和9年（842年）に平城天皇の長子で歌人、在原業平の父である阿保親王による創建といわれ、当時は天台宗寺院であった。戦乱により荒廃したが乾元2年（1303年）に禅僧・宏海南州により再興され臨済宗に改宗する。しかし、応仁の乱により再び荒廃。三度復興を遂げたのは寛延年間（1748年 - 1751年）である。11月3日のみ一般公開。
- 東光寺 - 東福寺第7世無為昭元禅師が創建した寺で、禅師が応長元年（1311年）に相模国宝福寺で示寂し、同院に葬った。創建時は現在地よりも少し北の地に在ったが、1868年（明治元年）に現在地に移転した。
- 桂昌院
- 荘厳院
- 芬陀院 - 元亨年間（1321年 - 1324年）に当時の関白であった一条内経が父の菩提を弔うために創建した塔頭で、水墨画を大成した雪舟の作と伝えられる名庭があることから雪舟寺とも呼ばれている。公開塔頭。
- 天得院 - 正平年間（1346年 - 1370年）に東福寺第30世無夢一清禅師が開いた塔頭で、びっしりと杉苔に覆われた枯山水の庭園に凛と咲く桔梗の青や白の花が美しい。6月中旬から7月上旬、11月1日から11月30日の間のみ一般公開。
- 一華院 - 永徳2年（1382年）に一華庵として創建。後に東福第67世東漸健易を開山にむかえた。本尊は白衣観音坐像で室町時代の作、脇仏は達磨坐像と阿弥陀如来坐像でいずれも江戸時代作と伝わっている[19]。
- 霊雲院 - 明徳元年（1390年）に岐陽方秀が開いた塔頭で、肥後国細川家の信仰をうけ、寛永年間（1624年 - 1644年）に「遺愛石」と銘をつけた須弥台と石船を寄贈されたという。公開塔頭。
- 同聚院 （どうじゅいん） - 室町時代中期の文安年間（1444年 - 1448年）に東福寺第129世琴江令薫が開山した塔頭で、定朝の父・康尚の作といわれる本尊・不動明王坐像（重要文化財）は、寛弘3年（1006年）に藤原道長が法性寺に建立した五大堂の中尊と伝える。公開塔頭。
  - モルガンお雪の墓
- 大機院
- 善慧院（ぜんねいん） - 大永年間（1521年 - 1528年）に東福寺第207世彭叔守仙が開いた塔頭。普化正宗総本山明暗寺が間借りで尺八根本道場としており、和尚（善慧院住職）と明暗尺八の法系を継ぐ尺八看首がいる。
- 栗棘庵（りっきょくあん） - 建長7年（1255年）東福寺の創建から経つこと39年後の永仁2年（1294年）に、東福寺第4世白雲慧暁によって創建された。当初は洛北西陣、白雲村にあり応仁の乱後に東福寺山内に移る。本尊は千手観音。
- 退耕庵 - 貞和2年（1346年）に東福寺第43世性海霊見（しょうかいれいけん）によって創建された塔頭で、応仁の乱により一時荒廃したが、慶長4年（1599年）に安国寺恵瓊によって再興された。拝観には予約が必要。
- 勝林寺 - 室町時代末期の天文19年（1550年）に東福寺第205世高岳令松（こうがくれいしょう）によって創建された。本堂は近衛家の大玄関を移して建立。東福寺の鬼門に位置し、本尊として仏法と北方の守護神として知られる毘沙門天を祀ることから「東福寺の毘沙門天」と呼ばれている。本尊である秘仏の毘沙門天立像は平安時代の作。春は桜が咲き乱れ、秋は秘仏の吉祥天のように美しい吉祥紅葉が有名。定期的に新しい限定御朱印を発行している。春季は予約制・秋季は11月上旬から12月上旬まで一般公開。
- 海蔵院
- 龍眠庵
- 霊源院
- 盛光院
- 万寿寺 - かつては下京区万寿寺高倉にあったとされ、東福寺と並び京都五山の第五位として大いに栄えていた。天正年間（1573年 - 1592年）に現在地に移される。1886年（明治19年）に東福寺の塔頭となる。

## 文化財

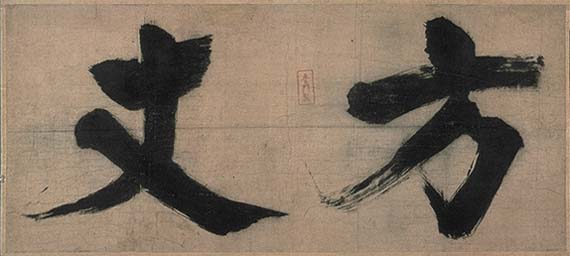
禅院額字（国宝）のうち「方丈」

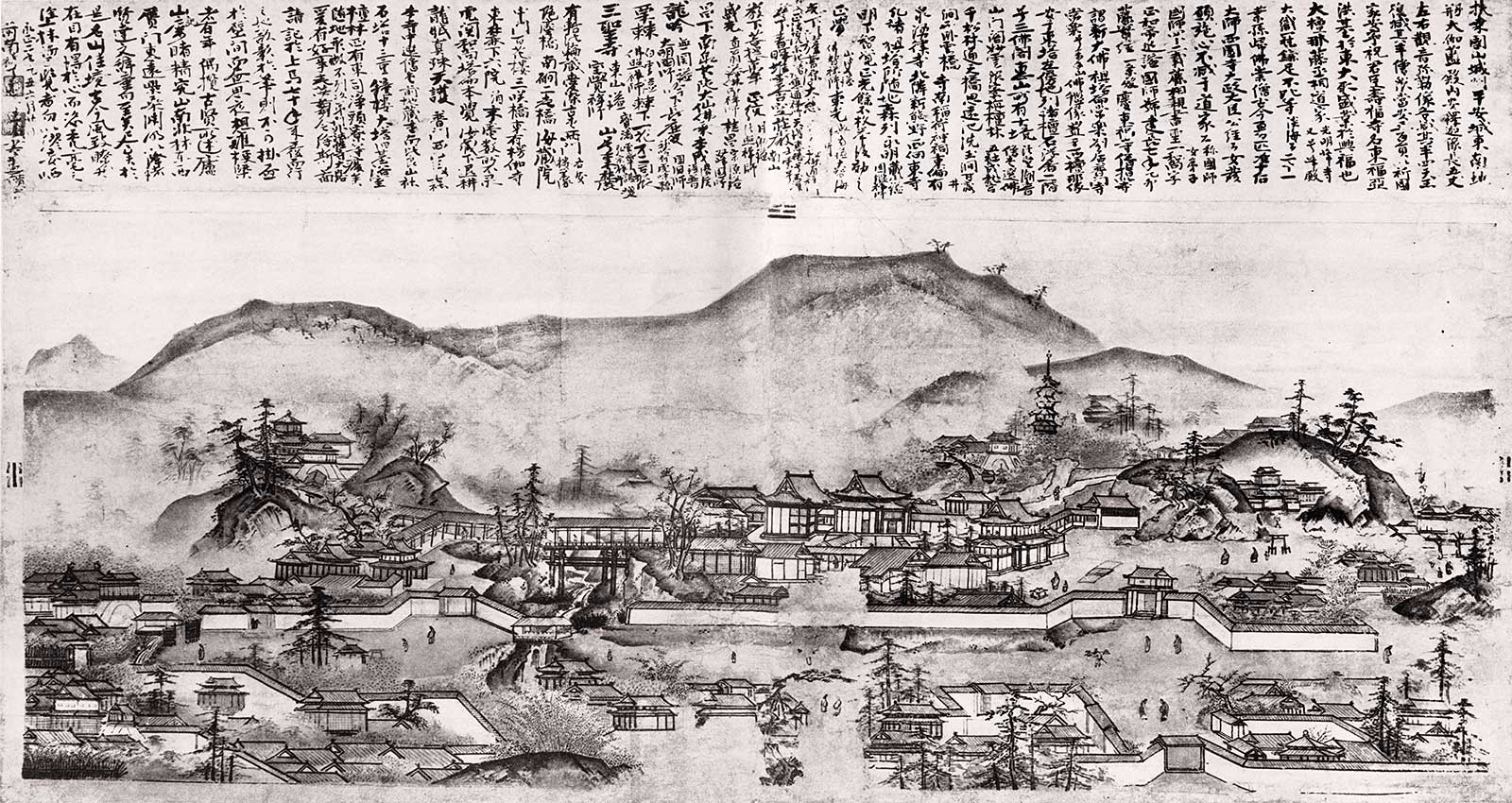
紙本淡彩東福寺伽藍図　伝雪舟筆（重要文化財）

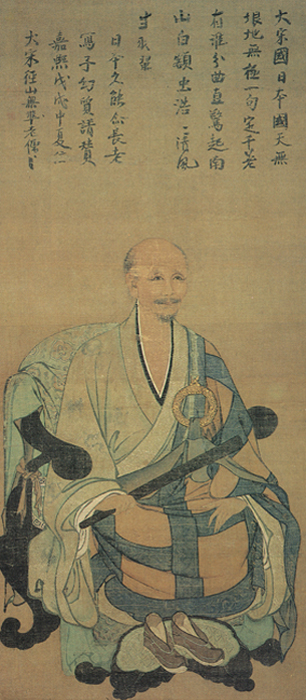
無準師範像（国宝）

### 国宝
- 三門
- 絹本著色無準師範像 - 無準師範（ぶしゅんしばん）は開山円爾の師にあたる宋の高僧。禅宗では、弟子に師匠の肖像画を与えることは、修行が完了したことの印であり、この肖像画も円爾が師から与えられたものである。嘉熙二年の自賛があり、南宋時代1238年の作。
- 無準師範墨蹟（絹本） 円爾印可状 - 「墨蹟」は禅宗高僧の筆跡を指す用語。これも円爾が修行の証しとして師から与えられたものである。南宋時代1237年の筆。
- 禅院額字ならびに牌字（はいじ）19幅
  - 額字 2幅（勅旨承天禅寺、大円覚）
  - 額字 12幅（普門院、方丈、旃檀林、解空室、東西蔵、首座、書記、維那、前後、知客、浴司、三応）
  - 牌字 5幅（上堂、小参、秉払、普説、説戒）
  - 附：無準師範染筆額字目録 正和五年正月十八日1幅
  - 附：西堂塔主連署注文案 十二月（額字目録）1巻
  - 附：大円覚額字伝来証文類（8通）1巻
- 宋版太平御覧 103冊
- 宋刊本義楚六帖 12冊

### 重要文化財
重要文化財の絵画、彫刻、工芸品、文書等の多くは光明宝殿に保管されているが一般公開はされていない。また、絵画等の一部は京都国立博物館と東京国立博物館に寄託されている。
建造物
- 六波羅門
- 浴室
- 東司
- 禅堂
- 偃月橋
- 三聖寺愛染堂
- 月下門
- 二王門
- 十三重塔（石造）
- 鐘楼（万寿寺所在）
- 東福寺常楽庵 7棟
  - 開山堂・昭堂
  - 客殿（普門院）
  - 塔司寮（書院）
  - 庫裏
  - 楼門
  - 鐘楼
  - 裏門

絵画
- 絹本著色五百羅漢図 45幅　伝明兆筆（附：絹本著色五百羅漢図 2幅 狩野孝信筆）[20][注釈 2]
- 絹本著色釈迦三尊像
- 絹本著色無準師範像（国宝の無準師範像とは別本）[21]
- 絹本著色応菴和尚像
- 紙本著色白衣観音図[22]
- 絹本著色聖一国師像　乾峯士曇の賛がある
- 絹本著色聖一国師像　弘安三年五月の自賛がある
- 紙本著色聖一国師像 明兆筆
- 紙本墨画聖一国師像（岩上像） 伝明兆筆
- 絹本著色藤原道家像 康永二年乾峯士曇賛（附 絹本著色藤原道家像 応永三十年業仲明紹賛）[23]
- 絹本墨画維摩居士像
- 紙本淡彩達磨蝦蟇鉄拐像 3幅　明兆筆
- 紙本著色四十祖像 40幅　明兆筆
- 絹本著色三十三観音図 明兆筆 31幅（附 絹本著色三十三観音図 狩野山雪筆 2幅）[24][25]
- 紙本淡彩東福寺伽藍図　伝雪舟筆
- 普門院方丈障壁画 74面
  - 紙本金地著色柳松遊禽図 20面（襖貼付16、戸襖貼付4）（室中）
  - 紙本金地著色桜梅遊禽図 14面（襖貼付10、戸襖貼付4）（上間）
  - 紙本金地著色籬秋草図 22面（襖貼付18、戸襖貼付4）（上間、下間）
  - 紙本墨画芦雁図 2面（壁貼付1、襖貼付1）（書院）
  - 紙本墨画淡彩唐人物図 8面（壁貼付3、襖貼付4、戸襖貼付1）（書院）
  - 紙本墨画淡彩帰去来図 8面（襖貼付）（書院）
  - 附：紙本墨画淡彩楼閣図 4面（襖貼付1、戸襖貼付3）（書院）
  - 附：紙本墨画滝図 1面（襖貼付）（書院）
  - 附：紙本墨画芦荻図 3面（襖貼付）（書院）
  - 附：紙本墨画竹図 2面（襖貼付）（書院）

彫刻
- 木造釈迦如来及び迦葉阿難立像（仏殿本尊）[26]
- 木造僧形坐像
- 木造地蔵菩薩坐像
- 木造二天王立像

工芸品
- 朱漆牡丹唐草文透彫卓
- 梵鐘 - 奈良時代の作品。
- 伝法衣 5領（明細は後出）（附：掛絡、帽子、袈裟包、伝衣箱）[27]

書跡典籍・古文書
| - 聖一国師墨蹟 遺偈 弘安三年十月十七日 - 仏鑑禅師墨蹟 円爾号 2幅 - 虎関師錬墨蹟 進学解残本 4幅 - 径山仏鑑禅師行状 道璨撰 - 元亨釈書 30冊 - 参天台五台山記 8冊 - 無準行状記 徳如筆 5幅 - 宗派図（絹本）2幅 - 大宗派図 - 東寺天台大血脈図 - 東福寺所伝宋拓碑文 8幅（明細は後出） - 普門院蔵書目録 大道一以筆 - 宋刊本山家義苑 上下 可観述 - 宋刊本四分律比丘尼鈔 道宣述 6帖 - 宋刊本四明十義書 智礼撰 継忠述 3冊 - 宋刊本宗門統要集 宗永集 5冊 - 宋刊本台宗十類因革論 善月述 4冊 | - 宋刊本中庸説 巻第一、第二、第三 張九成著 1冊 - 宋刊本仏鑑禅師語録 4冊 - 宋刊本仏祖宗派総図 汝達編 - 宋刊本圜悟禅師語録 紹隆等編 （二部）4冊 - 宋刊本楞伽経（蘇軾写刻本）4帖 - 宋刊本楞伽通義 善月述 6冊 - 宋版首楞厳経義海 30帖 - 元版一切経 4,581帖（附 黄檗版一切経818帖、経箱325合） - 円爾関係文書（明細は後出） - 九条道家惣処分状 - 紙本支那禅刹図式（寺伝大宋諸山図） - 聖一国師戒牒 2幅 - 聖一国師度牒 2幅 - 東福寺修正看経榜 固山一鞏筆 2巻 - 東福寺条々（弘安三年六月一日） - 東福寺文書（5,585通：43巻、129幅、1,474冊、67帖、3,770通、51鋪、6綴、2枚） |

出典：2000年までの指定物件については、『国宝・重要文化財大全 別巻』（所有者別総合目録・名称総索引・統計資料）（毎日新聞社、2000）による。

### 国の名勝
- 本坊庭園

### 京都府指定有形文化財
- 五社成就宮
- 経蔵
- 大鐘楼
- 殿鐘楼
- 臥雲橋
- 勅使門
- 日下門
- 北大門
- 中大門
- 南大門

### その他の文化財
- 絹本著色大涅槃図 縦15メートル 横8メートル 日本最大の涅槃図といわれる。

## 拝観
- 料金 ※境内は無料
  - 通天橋・開山堂 大人：400円 小人：300円
  - 方丈・八相庭園 大人：400円 小人：300円
- 時間 9時 - 16時 （11月のみ8時30分 - 16時30分）
- 休館 12月29日 - 1月3日
- 車椅子での見学可
- 駐車場 バス6台、自家用車30台

## アクセス
- 奈良線（JR西日本）・京阪本線「東福寺駅」下車、徒歩10分。
- 京阪本線「鳥羽街道駅」下車、徒歩８分。伽藍の中心部（国宝三門等）へは東福寺駅からよりも近く、紅葉の時期も東福寺駅ほど混雑しない。
- 京都市営バス 88・202・207・208系統「東福寺」下車、徒歩10分。
- 京阪バス 山科急行・6A号経路「十条相深町」下車、徒歩15分。

## 周辺
- 泉涌寺
- 今熊野観音寺
- 伏見稲荷大社

## 東福寺を舞台にした映画
- 名探偵コナン 迷宮の十字路（2003年）
- 花より男子F（2008年、東宝、石井康晴監督）